# La Métropole Mobilité

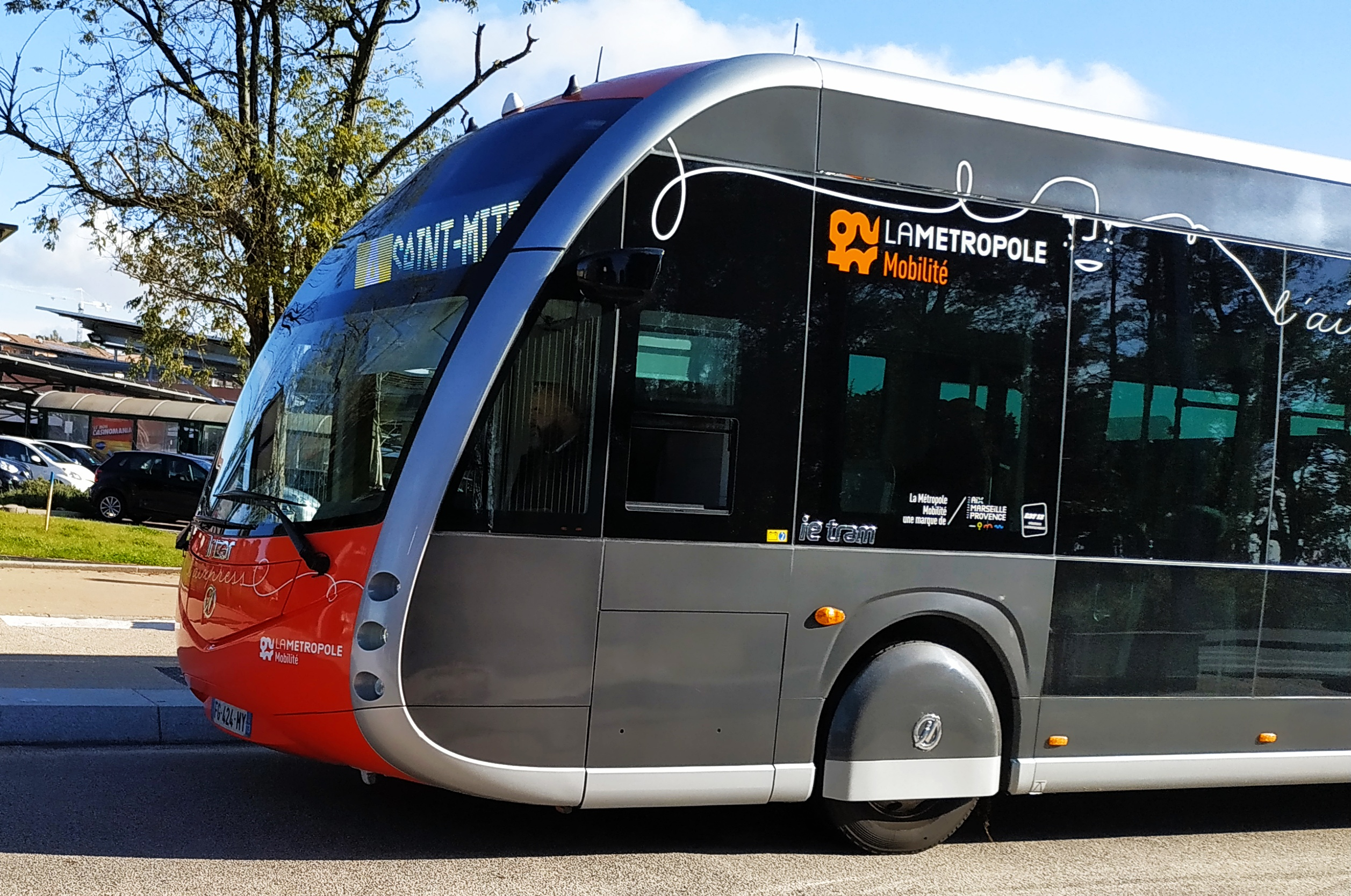
Le BHNS Aixpress, symbole et transport aixois de la Métropole-Mobilité

La Métropole Mobilité est la marque regroupant les réseaux de transport en commun de la métropole d'Aix-Marseille-Provence. Ceux-ci comptent deux lignes de métro à Marseille, quatre lignes de tramway (à Marseille et Aubagne), six lignes de BHNS (à Marseille, à Aix-en-Provence et sur l'est de l'Etang de Berre), des cars interurbains, des lignes de bus et un service de vélopartage (à Marseille) exploités par différents opérateurs.
À terme, La Métropole Mobilité doit regrouper les différents réseaux existants en un réseau unique, avec une tarification et une numérotation des lignes unifiées.

## Histoire
À sa création au 1er janvier 2016, la métropole d'Aix-Marseille-Provence devient autorité organisatrice de transports et hérite ainsi des réseaux de transport en commun mis en place par les six intercommunalités qui la précèdent :
- Transmétropole qui regroupe les réseaux de la RTM (bus, métro et tramway de Marseille), Ciotabus et d'autres lignes qui desservent Marseille-Provence ;
- les réseaux Aix en bus et Pays d'Aix mobilité dans le pays d'Aix ;
- Libébus qui dessert le territoire du pays salonais ;
- les Lignes de l'agglo qui regroupent les bus et le tramway du pays d'Aubagne ;
- Ulysse qui dessert Istres-Ouest-Provence et le pays de Martigues ;
- les Bus de l'Étang à l'est de l'étang de Berre.

En outre, à partir du 1er janvier 2017, la métropole gère les lignes de bus Cartreize entièrement situées dans son territoire et qui relevait précédemment du conseil départemental des Bouches-du-Rhône. Elle reçoit à cet effet la tutelle sur la Régie départementale des transports et la gestion du site internet d'information lepilote.com.
L'Agenda de la mobilité métropolitaine adopté par le conseil de la métropole en décembre 2016 prévoit le regroupement des réseaux sous un nom unique et la création d'un abonnement intégral au cours de l'année 2017. Un « pass intégral » est ainsi créé en février 2018, permettant de voyager sur l'ensemble des réseaux de transport en commun de la métropole ainsi qu'en TER au sein de la métropole.
En juillet 2018, la métropole annonce la création de La Métropole Mobilité, la marque devant regrouper l'ensemble des réseaux sous une même bannière. Toutefois, l'unification est progressive : la ligne 50 du réseau de car interurbain entre Aix-en-Provence et Marseille est passée aux couleurs de La Métropole Mobilité dès septembre 2018 mais le déploiement sur le reste des réseaux aura lieu « au rythme des renouvellements des délégations de service public et des marchés publics ».
Le 6 juillet 2021, les réseaux Bus de l'Étang et Bus de la Côte Bleue fusionnent pour devenir Salon Etang Côte Bleue,.
Le 3 janvier 2022, le réseau Libébus fusionne également au réseau Salon Etang Côte Bleue.

## Tarification
Une carte unique de transport, dénommée « lacarte » est lancée en septembre 2018. Toutefois, à l'exception du « pass intégral » déjà existant, chaque réseau continue de disposer de sa tarification avant une unification prévue « d’ici deux ou trois ans. »

## Réseau
Le nom des différents services de transport est unifié au sein de La Métropole Mobilité :
- « lemétro » pour le métro,
- « letram » pour le tramway,
- « lecar » pour les lignes d'autocar et « lecar+ » pour les lignes d'autocar à haut niveau de service,
- « lebus » pour les lignes d'autobus et « lebus+ » pour les lignes de bus à haut niveau de service,
- « lanavette » pour les navettes maritimes sous forme de Bateaux-bus,
- « lebateau » pour le transport maritime avec les Îles du Frioul (Bateaux-bus)

Toutefois, en attendant la mise en place d'une numérotation métropolitaine des lignes, chaque réseau garde pour l'heure sa numérotation.
Les trains circulant dans le périmètre métropolitain, quant à eux, ne sont pas intégrés dans la marque La Métropole Mobilité et conservent leur dénomination TER Zou!.
En effet, la stratégie des TER est du ressort de la Région PACA en tant qu’AOM.
Un accord commercial permet néanmoins d’emprunter les TER sur une partie de leurs trajets sur le territoire métropolitain avec un Pass Intégral sous conditions.

### Métro
La Métropole Mobilité intègre les deux lignes du métro de Marseille exploitées par la RTM.
| Ligne                                       | Caractéristiques | Caractéristiques        | Caractéristiques        | Caractéristiques        | Caractéristiques        | Caractéristiques                              | Caractéristiques                         | Caractéristiques        | Caractéristiques        |
| Accessible aux personnes à mobilité réduite | lemétro ligne 1 | lemétro ligne 1         | lemétro ligne 1         | lemétro ligne 1         | lemétro ligne 1         | lemétro ligne 1                               | lemétro ligne 1                          | lemétro ligne 1         | lemétro ligne 1         |
| Accessible aux personnes à mobilité réduite | La Rose ⥋ La Fourragère | La Rose ⥋ La Fourragère | La Rose ⥋ La Fourragère | La Rose ⥋ La Fourragère | La Rose ⥋ La Fourragère | La Rose ⥋ La Fourragère                       | La Rose ⥋ La Fourragère                  | La Rose ⥋ La Fourragère | La Rose ⥋ La Fourragère |
| ------------------------------------------- | --- | ----------------------- | ----------------------- | ----------------------- | ----------------------- | --------------------------------------------- | ---------------------------------------- | ----------------------- | ----------------------- |
| Accessible aux personnes à mobilité réduite | Ouverture / Fermeture 26 novembre 1977 / — | Longueur 12,7 km        | Durée 25 min            | Nb. d’arrêts 18         | Matériel MPM 76         | Jours de fonctionnement L, Ma, Me, J, V, S, D | Jour / Soir / Nuit / Fêtes O / O / N / O | Voy. / an —             | Dépôt La Rose           |
| Accessible aux personnes à mobilité réduite | Desserte : - La Rose - Technopôle de Château-Gombert - Frais-Vallon - Malpassé - Saint-Just - Hôtel du département - Chartreux - Cinq-Avenues - Longchamp - Réformés - Canebière - Saint-Charles - Colbert - Hôtel de région - Vieux-Port - Hôtel de ville - Estrangin - Préfecture - Castellane - Baille - La Timone - La Blancarde - Louis Armand - Saint-Barnabé - La Fourragère |                         |                         |                         |                         |                                               |                                          |                         |                         |
| Accessible aux personnes à mobilité réduite | Autre : |                         |                         |                         |                         |                                               |                                          |                         |                         |
| Accessible aux personnes à mobilité réduite | Dernière actualisation : — |                         |                         |                         |                         |                                               |                                          |                         |                         |
| Accessible aux personnes à mobilité réduite | lemétro ligne 2 | lemétro ligne 2         | lemétro ligne 2         | lemétro ligne 2         | lemétro ligne 2         | lemétro ligne 2                               | lemétro ligne 2                          | lemétro ligne 2         | lemétro ligne 2         |
| Accessible aux personnes à mobilité réduite | Gèze ⥋ Sainte-Marguerite - Dromel |                         |                         |                         |                         |                                               |                                          |                         |                         |
| Accessible aux personnes à mobilité réduite | Ouverture / Fermeture 3 mars 1984 / — | Longueur 8,8 km         | Durée 16 min            | Nb. d’arrêts 13         | Matériel MPM 76         | Jours de fonctionnement L, Ma, Me, J, V, S, D | Jour / Soir / Nuit / Fêtes O / O / N / O | Voy. / an —             | Dépôt Zoccola           |
| Accessible aux personnes à mobilité réduite | Desserte : - Gèze - Bougainville - National - Désirée Clary - Joliette - Jules Guesde - Saint-Charles - Noailles - Notre-Dame-du-Mont - Cours Julien - Castellane - Périer - Rond-point du Prado - Sainte-Marguerite - Dromel |                         |                         |                         |                         |                                               |                                          |                         |                         |
| Accessible aux personnes à mobilité réduite | Autre : |                         |                         |                         |                         |                                               |                                          |                         |                         |
| Accessible aux personnes à mobilité réduite | Dernière actualisation : — |                         |                         |                         |                         |                                               |                                          |                         |                         |

### Tramway
La Métropole Mobilité compte quatre lignes de tramway : trois à Marseille, exploitées par la RTM, et une à Aubagne, exploitée par Transports du Pays de l’Etoile, filiale du groupe RTM.
| Ligne                                       | Caractéristiques | Caractéristiques        | Caractéristiques        | Caractéristiques        | Caractéristiques                | Caractéristiques                              | Caractéristiques                         | Caractéristiques        | Caractéristiques        |
| Accessible aux personnes à mobilité réduite | letram ligne 1 | letram ligne 1          | letram ligne 1          | letram ligne 1          | letram ligne 1                  | letram ligne 1                                | letram ligne 1                           | letram ligne 1          | letram ligne 1          |
| Accessible aux personnes à mobilité réduite | Noailles ⥋ Les Caillols | Noailles ⥋ Les Caillols | Noailles ⥋ Les Caillols | Noailles ⥋ Les Caillols | Noailles ⥋ Les Caillols         | Noailles ⥋ Les Caillols                       | Noailles ⥋ Les Caillols                  | Noailles ⥋ Les Caillols | Noailles ⥋ Les Caillols |
| ------------------------------------------- | --- | ----------------------- | ----------------------- | ----------------------- | ------------------------------- | --------------------------------------------- | ---------------------------------------- | ----------------------- | ----------------------- |
| Accessible aux personnes à mobilité réduite | Ouverture / Fermeture 30 juin 2007 / — | Longueur 5,4 km         | Durée 20 min            | Nb. d’arrêts 14         | Matériel Flexity Outlook        | Jours de fonctionnement L, Ma, Me, J, V, S, D | Jour / Soir / Nuit / Fêtes O / O / O / O | Voy. / an —             | Dépôt Saint-Pierre      |
| Accessible aux personnes à mobilité réduite | Desserte : - Arrondissements : 1er, 4e, 5e, 11e, 12e - Stations desservies : Eugène Pierre, Camas, George, Jean Martin, Blancarde, Sainte-Thérèse, Saint-Pierre, La Parette, La Boiseraie, Air-Bel, La Grognarde, William Booth |                         |                         |                         |                                 |                                               |                                          |                         |                         |
| Accessible aux personnes à mobilité réduite | Autre : - Amplitudes horaires : La ligne T1 fonctionne de 4 h 46 à 1 h 3. Fréquences de 6 à 7 minutes du lundi au vendredi de 7 h 30 à 19 h 30, 7 à 8 minutes le samedi de 7 h 30 à 18 h 30 et 15 minutes le dimanche de 7 h 30 à 21 h. - Particularités : Peut faire départ ou terminus à Saint-Pierre à certaines heures. - Date de dernière mise à jour : 18 octobre 2020. |                         |                         |                         |                                 |                                               |                                          |                         |                         |
| Accessible aux personnes à mobilité réduite | Dernière actualisation : — |                         |                         |                         |                                 |                                               |                                          |                         |                         |
| Accessible aux personnes à mobilité réduite | letram ligne 2 | letram ligne 2          | letram ligne 2          | letram ligne 2          | letram ligne 2                  | letram ligne 2                                | letram ligne 2                           | letram ligne 2          | letram ligne 2          |
| Accessible aux personnes à mobilité réduite | Arenc-Le Silo ⥋ La Blancarde |                         |                         |                         |                                 |                                               |                                          |                         |                         |
| Accessible aux personnes à mobilité réduite | Ouverture / Fermeture 30 juin 2007 / — | Longueur 6,5 km         | Durée 20 min            | Nb. d’arrêts 15         | Matériel Flexity Outlook        | Jours de fonctionnement L, Ma, Me, J, V, S, D | Jour / Soir / Nuit / Fêtes O / O / O / O | Voy. / an —             | Dépôt Saint-Pierre      |
| Accessible aux personnes à mobilité réduite | Desserte : - Arrondissements : 1er, 2e, 4e - Stations desservies : Euroméditerranée-Gantès, Joliette, République-Dames, Sadi-Carnot, Belsunce-Alcazar, Canebière-Capucins, Canebière-Garibaldi, Réformés-Canebière, National, Longchamp, Cinq-Avenues, Foch-Sakakini, Foch-Boisson                                                                                            |                         |                         |                         |                                 |                                               |                                          |                         |                         |
| Accessible aux personnes à mobilité réduite | Autre : - Amplitudes horaires : La ligne T2 fonctionne de 4 h 50 à 0 h 23. Fréquences de 5 minutes du lundi au vendredi de 7 h 30 à 19 h 15, 7 minutes le samedi de 7 h 30 à 19 h et 15 minutes de 7 h 30 à 11 h puis 12 de 11 h à 19 h 30 le dimanche. - Date de dernière mise à jour : 18 octobre 2020.                                                                     |                         |                         |                         |                                 |                                               |                                          |                         |                         |
| Accessible aux personnes à mobilité réduite | Dernière actualisation : — |                         |                         |                         |                                 |                                               |                                          |                         |                         |
| Accessible aux personnes à mobilité réduite | letram ligne 3 | letram ligne 3          | letram ligne 3          | letram ligne 3          | letram ligne 3                  | letram ligne 3                                | letram ligne 3                           | letram ligne 3          | letram ligne 3          |
| Accessible aux personnes à mobilité réduite | Arenc-Le Silo ⥋ Castellane |                         |                         |                         |                                 |                                               |                                          |                         |                         |
| Accessible aux personnes à mobilité réduite | Ouverture / Fermeture 30 mai 2015 / — | Longueur 3,6 km         | Durée 16 min            | Nb. d’arrêts 11         | Matériel Flexity Outlook        | Jours de fonctionnement L, Ma, Me, J, V, S, D | Jour / Soir / Nuit / Fêtes O / O / O / O | Voy. / an —             | Dépôt Saint-Pierre      |
| Accessible aux personnes à mobilité réduite | Desserte : - Arrondissements : 1er, 2e, 6e - Stations desservies : Euroméditerranée-Gantès, Joliette, République-Dames, Sadi-Carnot, Belsunce-Alcazar, Cours Saint-Louis, Rome-Davso, Place de Rome, Rome-Dragon |                         |                         |                         |                                 |                                               |                                          |                         |                         |
| Accessible aux personnes à mobilité réduite | Autre : - Amplitudes horaires : La ligne T3 fonctionne de 5 h 20 à 0 h 17. Fréquences de 6 à 7 minutes du lundi au vendredi de 7 h 30 à 19 h, 7 minutes le samedi de 7 h 30 à 19 h et de 6 à 12 minutes le dimanche de 7 h 30 à 20 h 10. - Date de dernière mise à jour : 18 octobre 2020.                                                                                    |                         |                         |                         |                                 |                                               |                                          |                         |                         |
| Accessible aux personnes à mobilité réduite | Dernière actualisation : — |                         |                         |                         |                                 |                                               |                                          |                         |                         |
| T                                           | letram ligne T | letram ligne T          | letram ligne T          | letram ligne T          | letram ligne T                  | letram ligne T                                | letram ligne T                           | letram ligne T          | letram ligne T          |
| T                                           | Aubagne — Gare ⥋ Aubagne — Le Charrel |                         |                         |                         |                                 |                                               |                                          |                         |                         |
| T                                           | Ouverture / Fermeture 1er septembre 2014 / — | Longueur 2,8 km         | Durée 10 min            | Nb. d’arrêts 7          | Matériel Alstom Citadis Compact | Jours de fonctionnement L, Ma, Me, J, V, S    | Jour / Soir / Nuit / Fêtes O / O / N / N | Voy. / an 300 000       | Dépôt La Tourtelle      |
| T                                           | Desserte : - Villes et lieux desservis : Aubagne (Gare, Martin Luther King, Ravel Decroix, La Tourtelle, Piscine, Château Blanc, Le Charrel). - Gares desservies : Gare d'Aubagne (Arrêt : Gare d'Aubagne). |                         |                         |                         |                                 |                                               |                                          |                         |                         |
| T                                           | Autre : - Arrêts non accessibles aux UFR : — - Amplitudes horaires : La ligne fonctionne du lundi au samedi de 5h35 à 21h05. - Ligne essentielle : un tramway toutes les 10 min. - Particularités : Remplacée par la ligne le dimanche. - Date de dernière mise à jour : 24 décembre 2020.                                                                                    |                         |                         |                         |                                 |                                               |                                          |                         |                         |
| T                                           | Dernière actualisation : — |                         |                         |                         |                                 |                                               |                                          |                         |                         |

### Car
La Métropole Mobilité a récupéré la gestion des lignes du réseau Cartreize qui sont situées sur son territoire. Certaines sont exploitées par la RTM, d'autres par des exploitants privées notamment Suma, Keolis ou Transdev. Les lignes sortant du périmètre de la métropole (18, 21 ou 58 notamment) sont intégrées dans le réseau Zou ! en 2018 et renumérotées de 701 à 708 en janvier 2023.
Les lignes du réseau Cartreize 6, 17, 19, 52 et 86 sont intégrées dans le réseau métropolitain Salon Etang Côte Bleue entre 2021 et 2022.
Depuis le 3 août 2022, les lignes sont regroupés en trois niveaux de service avec la mise en place d'une tarification zonale pour les lignes lecar+ / Cartreize Proximité. Les lignes vers l'aéroport continuent d'avoir une tarification spécifique.
Le 25 août 2025, les lignes lecar+ aéroport sont renumérotées, dans le cadre de la mise en place de la renumérotation des lignes de la métropole Aix-Marseille: la ligne 91 devient la ligne A1, et la ligne 40 devient la ligne A2.

#### Lignes lecar+ aéroport
| Ligne | Caractéristiques | Caractéristiques                                                             | Caractéristiques                                                             | Caractéristiques                                                             | Caractéristiques                                                             | Caractéristiques                                                             | Caractéristiques                                                             | Caractéristiques                                                             | Caractéristiques                                                             |
| A1    | Marseille – Pôle d'Échanges Saint-Charles ⥋ Aéroport Marseille-Provence | Marseille – Pôle d'Échanges Saint-Charles ⥋ Aéroport Marseille-Provence      | Marseille – Pôle d'Échanges Saint-Charles ⥋ Aéroport Marseille-Provence      | Marseille – Pôle d'Échanges Saint-Charles ⥋ Aéroport Marseille-Provence      | Marseille – Pôle d'Échanges Saint-Charles ⥋ Aéroport Marseille-Provence      | Marseille – Pôle d'Échanges Saint-Charles ⥋ Aéroport Marseille-Provence      | Marseille – Pôle d'Échanges Saint-Charles ⥋ Aéroport Marseille-Provence      | Marseille – Pôle d'Échanges Saint-Charles ⥋ Aéroport Marseille-Provence      | Marseille – Pôle d'Échanges Saint-Charles ⥋ Aéroport Marseille-Provence      |
| ----- | --- | ---------------------------------------------------------------------------- | ---------------------------------------------------------------------------- | ---------------------------------------------------------------------------- | ---------------------------------------------------------------------------- | ---------------------------------------------------------------------------- | ---------------------------------------------------------------------------- | ---------------------------------------------------------------------------- | ---------------------------------------------------------------------------- |
| A1    | Ouverture / Fermeture 25 août 2025 / — | Longueur 26 km                                                               | Durée 30-50 min                                                              | Nb. d’arrêts 2                                                               | Matériel Futura FMD2 Tourismo III RHD-L                                      | Jours de fonctionnement L, Ma, Me, J, V, S, D                                | Jour / Soir / Nuit / Fêtes O / O / O / O                                     | Voy. / an —                                                                  | Exploitant Transdev                                                          |
| A1    | Desserte : - Stations et gares desservies : Saint-Charles , Aéroport Marseille-Provence - Villes desservies : Marseille, Marignane - Arrêts desservis : Gare Saint-Charles, Aéroport Marseille-Provence |                                                                              |                                                                              |                                                                              |                                                                              |                                                                              |                                                                              |                                                                              |                                                                              |
| A1    | Autre : - Amplitudes horaires : La ligne fonctionne du lundi au dimanche de 3 h 30 à 1 h 50. - Particularités : - En direction de l'Aéroport Marseille Provence, les départs de 3h45 et 1h15 ne sont effectués qu'entre les mois de Mai et Octobre. - En direction du Pôle d'Échanges Saint-Charles, les départs de 4h25 et 1h50 ne sont effectués qu'entre les mois de Mai et Octobre. |                                                                              |                                                                              |                                                                              |                                                                              |                                                                              |                                                                              |                                                                              |                                                                              |
| A1    | Dernière actualisation : 13 août 2025 |                                                                              |                                                                              |                                                                              |                                                                              |                                                                              |                                                                              |                                                                              |                                                                              |
| A2    | Aix-en-Provence – Gare Routière ⥋ Gare Aix TGV / Aéroport Marseille-Provence | Aix-en-Provence – Gare Routière ⥋ Gare Aix TGV / Aéroport Marseille-Provence | Aix-en-Provence – Gare Routière ⥋ Gare Aix TGV / Aéroport Marseille-Provence | Aix-en-Provence – Gare Routière ⥋ Gare Aix TGV / Aéroport Marseille-Provence | Aix-en-Provence – Gare Routière ⥋ Gare Aix TGV / Aéroport Marseille-Provence | Aix-en-Provence – Gare Routière ⥋ Gare Aix TGV / Aéroport Marseille-Provence | Aix-en-Provence – Gare Routière ⥋ Gare Aix TGV / Aéroport Marseille-Provence | Aix-en-Provence – Gare Routière ⥋ Gare Aix TGV / Aéroport Marseille-Provence | Aix-en-Provence – Gare Routière ⥋ Gare Aix TGV / Aéroport Marseille-Provence |
| A2    | Ouverture / Fermeture 25 août 2025 / — | Longueur 28 km                                                               | Durée 15-30 min                                                              | Nb. d’arrêts 4                                                               | Matériel Futura FHD2 Magelys Pro i6s Integral                                | Jours de fonctionnement L, Ma, Me, J, V, S, D                                | Jour / Soir / Nuit / Fêtes O / O / O / O                                     | Voy. / an —                                                                  | Exploitant RTM                                                               |
| A2    | Desserte : - Stations et gares desservies : Gare routière d'Aix-en-Provence , Gare d'Aix-en-Provence TGV, Aéroport Marseille-Provence - Villes desservies : Aix-en-Provence, Marignane - Arrêts desservis : Gare Aix TGV, P+R Plan d'Aillane |                                                                              |                                                                              |                                                                              |                                                                              |                                                                              |                                                                              |                                                                              |                                                                              |
| A2    | Autre : - Amplitudes horaires : La ligne fonctionne du lundi au dimanche de 4 h 50 à 1 h 22. - Particularités : 1 départ sur 2 est origine/terminus Gare Aix TGV. |                                                                              |                                                                              |                                                                              |                                                                              |                                                                              |                                                                              |                                                                              |                                                                              |
| A2    | Dernière actualisation : 13 août 2025 |                                                                              |                                                                              |                                                                              |                                                                              |                                                                              |                                                                              |                                                                              |                                                                              |

#### Ligne lecar+
| Ligne | Caractéristiques | Caractéristiques                                            | Caractéristiques                                            | Caractéristiques                                            | Caractéristiques                                            | Caractéristiques                                            | Caractéristiques                                            | Caractéristiques                                            | Caractéristiques                                            |
| 50    | Aix-en-Provence – Gare routière ⥋ Marseille – Saint-Charles | Aix-en-Provence – Gare routière ⥋ Marseille – Saint-Charles | Aix-en-Provence – Gare routière ⥋ Marseille – Saint-Charles | Aix-en-Provence – Gare routière ⥋ Marseille – Saint-Charles | Aix-en-Provence – Gare routière ⥋ Marseille – Saint-Charles | Aix-en-Provence – Gare routière ⥋ Marseille – Saint-Charles | Aix-en-Provence – Gare routière ⥋ Marseille – Saint-Charles | Aix-en-Provence – Gare routière ⥋ Marseille – Saint-Charles | Aix-en-Provence – Gare routière ⥋ Marseille – Saint-Charles |
| ----- | --- | ----------------------------------------------------------- | ----------------------------------------------------------- | ----------------------------------------------------------- | ----------------------------------------------------------- | ----------------------------------------------------------- | ----------------------------------------------------------- | ----------------------------------------------------------- | ----------------------------------------------------------- |
| 50    | Ouverture / Fermeture 17 septembre 2007 / — | Longueur 30 km                                              | Durée —                                                     | Nb. d’arrêts 9                                              | Matériel Futura FMD2 et FDD2 Intouro III L                  | Jours de fonctionnement L, Ma, Me, J, V, S, D               | Jour / Soir / Nuit / Fêtes O / O / N / O                    | Voy. / an 5 millions                                        | Exploitants RTM / Sumian                                    |
| 50    | Desserte : - Stations et gares desservies : Aix-en-Provence , Saint-Charles - Villes desservies : Aix-en-Provence, Marseille - Arrêts desservis : - Classique - Via Brossolette : Gare routière d'Aix-en-Provence, Sous-Préfecture, La Beauvalle, Gare routière de Marseille St Charles - Direct par autoroute : Gare routière d'Aix-en-Provence, Gare routière de Marseille St Charles - Nocturne - Plan de Campagne : Gare routière d'Aix-en-Provence, Sous-Préfecture, La Beauvalle, Plan de Campagne / E. Leclerc, Gare routière de Marseille St Charles |                                                             |                                                             |                                                             |                                                             |                                                             |                                                             |                                                             |                                                             |
| 50    | Autre : - Amplitudes horaires : La ligne 50 fonctionne du lundi au dimanche de 5 h 45 à 0 h et jusqu’à 0 h 50 le vendredi et le samedi environ. - Particularités : La ligne comporte 3 variantes. - Date de dernière mise à jour : 2 août 2023. |                                                             |                                                             |                                                             |                                                             |                                                             |                                                             |                                                             |                                                             |
| 50    | Dernière actualisation : — |                                                             |                                                             |                                                             |                                                             |                                                             |                                                             |                                                             |                                                             |

#### Lignes lecar / Cartreize
| Ligne | Caractéristiques | Caractéristiques                                                    | Caractéristiques                                                    | Caractéristiques                                                    | Caractéristiques                                                    | Caractéristiques                                                    | Caractéristiques                                                    | Caractéristiques                                                    | Caractéristiques                                                    |
| 25    | Salon-de-Provence – Gare routière ⥋ Aix-en-Provence – Gare routière | Salon-de-Provence – Gare routière ⥋ Aix-en-Provence – Gare routière | Salon-de-Provence – Gare routière ⥋ Aix-en-Provence – Gare routière | Salon-de-Provence – Gare routière ⥋ Aix-en-Provence – Gare routière | Salon-de-Provence – Gare routière ⥋ Aix-en-Provence – Gare routière | Salon-de-Provence – Gare routière ⥋ Aix-en-Provence – Gare routière | Salon-de-Provence – Gare routière ⥋ Aix-en-Provence – Gare routière | Salon-de-Provence – Gare routière ⥋ Aix-en-Provence – Gare routière | Salon-de-Provence – Gare routière ⥋ Aix-en-Provence – Gare routière |
| ----- | --- | ------------------------------------------------------------------- | ------------------------------------------------------------------- | ------------------------------------------------------------------- | ------------------------------------------------------------------- | ------------------------------------------------------------------- | ------------------------------------------------------------------- | ------------------------------------------------------------------- | ------------------------------------------------------------------- |
| 25    | Ouverture / Fermeture — / — | Longueur —                                                          | Durée 45 min                                                        | Nb. d’arrêts 6                                                      | Matériel Intouro II Lion’s Intercity Crossway                       | Jours de fonctionnement L, Ma, Me, J, V, S, D                       | Jour / Soir / Nuit / Fêtes O / O / N / O                            | Voy. / an —                                                         | Exploitant Suma                                                     |
| 25    | Desserte : - Stations et gares desservies : Salon-de-Provence , Aix-en-Provence - Villes desservies : Salon-de-Provence, Aix-en-Provence - Arrêts desservis : Saint-Roch, Roi René, La Beauvalle, Sous Préfecture |                                                                     |                                                                     |                                                                     |                                                                     |                                                                     |                                                                     |                                                                     |                                                                     |
| 25    | Autre : - Amplitudes horaires : La ligne 25 fonctionne du lundi au vendredi de 6 h 10 à 21 h 35, le samedi de 6 h 30 à 21 h 20 et le dimanche de 8 h 30 à 21 h 50 environ. - Particularités : Certains départs ne s’effectuent qu’en période scolaire. - Date de dernière mise à jour : 12 octobre 2023. |                                                                     |                                                                     |                                                                     |                                                                     |                                                                     |                                                                     |                                                                     |                                                                     |
| 25    | Dernière actualisation : — |                                                                     |                                                                     |                                                                     |                                                                     |                                                                     |                                                                     |                                                                     |                                                                     |
| 33    | Raffinerie de la Mède ⥋ Marseille – Saint-Charles | Raffinerie de la Mède ⥋ Marseille – Saint-Charles                   | Raffinerie de la Mède ⥋ Marseille – Saint-Charles                   | Raffinerie de la Mède ⥋ Marseille – Saint-Charles                   | Raffinerie de la Mède ⥋ Marseille – Saint-Charles                   | Raffinerie de la Mède ⥋ Marseille – Saint-Charles                   | Raffinerie de la Mède ⥋ Marseille – Saint-Charles                   | Raffinerie de la Mède ⥋ Marseille – Saint-Charles                   | Raffinerie de la Mède ⥋ Marseille – Saint-Charles                   |
| 33    | Ouverture / Fermeture — / — | Longueur —                                                          | Durée 40 min                                                        | Nb. d’arrêts 18                                                     | Matériel Lion's Intercity                                           | Jours de fonctionnement L, Ma, Me, J, V, S                          | Jour / Soir / Nuit / Fêtes O / O / N / N                            | Voy. / an —                                                         | Exploitant Transports Robert                                        |
| 33    | Desserte : - Stations et gares desservies : Saint-Charles , Arenc-Euroméditerranée - Villes desservies : Châteauneuf-les-Martigues, Gignac-la-Nerthe, Marseille - Arrêts desservis : La Poste La Mède, Mairie Annexe, La Sablière, La Glacière, Le Leou, Le Vallon, Sécurité Sociale / Ferry, Vieux Cimetière, La Chapelle, Bastide Neuve Collège, Pas de Baudre, Les Aiguilles, Le Tholonet, Le Bayon, Cotton, Les Piélettes, Arenc le Silo, Place de Strasbourg |                                                                     |                                                                     |                                                                     |                                                                     |                                                                     |                                                                     |                                                                     |                                                                     |
| 33    | Autre : - Amplitudes horaires : La ligne 33 fonctionne du lundi au samedi de 6 h 30 à 21 h 13 environ. - Particularités : Les arrêts Arenc le Silo et Place de Strasbourg ne sont pas desservis le samedi. - Date de dernière mise à jour : 12 octobre 2023. |                                                                     |                                                                     |                                                                     |                                                                     |                                                                     |                                                                     |                                                                     |                                                                     |
| 33    | Dernière actualisation : — |                                                                     |                                                                     |                                                                     |                                                                     |                                                                     |                                                                     |                                                                     |                                                                     |
| 34    | Martigues – Pôle d’échanges ⥋ Marseille – Saint-Charles | Martigues – Pôle d’échanges ⥋ Marseille – Saint-Charles             | Martigues – Pôle d’échanges ⥋ Marseille – Saint-Charles             | Martigues – Pôle d’échanges ⥋ Marseille – Saint-Charles             | Martigues – Pôle d’échanges ⥋ Marseille – Saint-Charles             | Martigues – Pôle d’échanges ⥋ Marseille – Saint-Charles             | Martigues – Pôle d’échanges ⥋ Marseille – Saint-Charles             | Martigues – Pôle d’échanges ⥋ Marseille – Saint-Charles             | Martigues – Pôle d’échanges ⥋ Marseille – Saint-Charles             |
| 34    | Ouverture / Fermeture — / — | Longueur 40 km                                                      | Durée 50 min                                                        | Nb. d’arrêts 27                                                     | Matériel Lion's Intercity                                           | Jours de fonctionnement L, Ma, Me, J, V, S, D                       | Jour / Soir / Nuit / Fêtes O / O / N / O                            | Voy. / an —                                                         | Exploitant Transports Robert                                        |
| 34    | Desserte : - Villes desservies : Martigues, Châteauneuf-les-Martigues, Gignac-la-Nerthe, Marseille - Stations et gares desservies : Saint-Charles , Arenc-Euroméditerranée - Arrêts desservis : Hôtel de Police, Girondins, Église de Jonquières, L. Degut, Font Sarade, Émile Zola, Sainte Anne, Khariessa, La Raffinerie, La Poste, Mairie Annexe, La Sablière, La Glacière, Le Leou, Le Vallon, Sécurité Sociale, La Poste, Centre Obélisque, Le Stade, Les Amandeirets, Bastide Neuve, Pas de Baudre, Les Aiguilles, Le Tholonet, Le Bayon, Cotton, Les Piélettes, Arenc Le Silo |                                                                     |                                                                     |                                                                     |                                                                     |                                                                     |                                                                     |                                                                     |                                                                     |
| 34    | Autre : - Amplitudes horaires : La ligne 34 fonctionne du lundi au vendredi de 5 h 50 à 21 h 38, le samedi de 6 h 15 à 21 h 27 et le dimanche de 7 h 30 à 21 h 38 environ. - Particularités : Les arrêts de Raffinerie à Les Piélettes ne sont desservis que le dimanche et l'arrêt Arenc le Silo n'est pas desservi ce jour-là. - Date de dernière mise à jour : 18 octobre 2020. |                                                                     |                                                                     |                                                                     |                                                                     |                                                                     |                                                                     |                                                                     |                                                                     |
| 34    | Dernière actualisation : — |                                                                     |                                                                     |                                                                     |                                                                     |                                                                     |                                                                     |                                                                     |                                                                     |
| 39    | Martigues – Pôle d’échanges ⥋ Aix-en-Provence – Gare routière | Martigues – Pôle d’échanges ⥋ Aix-en-Provence – Gare routière       | Martigues – Pôle d’échanges ⥋ Aix-en-Provence – Gare routière       | Martigues – Pôle d’échanges ⥋ Aix-en-Provence – Gare routière       | Martigues – Pôle d’échanges ⥋ Aix-en-Provence – Gare routière       | Martigues – Pôle d’échanges ⥋ Aix-en-Provence – Gare routière       | Martigues – Pôle d’échanges ⥋ Aix-en-Provence – Gare routière       | Martigues – Pôle d’échanges ⥋ Aix-en-Provence – Gare routière       | Martigues – Pôle d’échanges ⥋ Aix-en-Provence – Gare routière       |
| 39    | Ouverture / Fermeture — / — | Longueur —                                                          | Durée 79 min                                                        | Nb. d’arrêts 35                                                     | Matériel Intouro II Lion's Intercity Crossway                       | Jours de fonctionnement L, Ma, Me, J, V, S, D                       | Jour / Soir / Nuit / Fêtes O / O / N / O                            | Voy. / an —                                                         | Exploitant Suma                                                     |
| 39    | Desserte : - Stations et gares desservies : Aix-en-Provence - Villes desservies : Martigues, Châteauneuf-les-Martigues, Gignac-la-Nerthe, Les Pennes-Mirabeau, Aix-en-Provence - Arrêts desservis : Girondins, Église de Jonquières, Lucien Degut, Font Sarade, Émile Zola, Sainte Anne, Khariessa, Raffinerie, La Poste La Mède, Mairie Annexe, La Sablière, La Glacière, Le Leou, Le Vallon, Sécurité Sociale / Ferry, Vieux Cimetière, La Chapelle, Bastide Neuve Collège, Pas de Baudre, Les Aiguilles, Le Tholonet, Le Bayon, Cotton, Les Piélettes, Les Acacias, Pré Fleuri, Poussaraque, Jean de Florette, La Rose, La Culasse, Square De Gaulle Quai 3, La Beauvalle, Sous Préfecture |                                                                     |                                                                     |                                                                     |                                                                     |                                                                     |                                                                     |                                                                     |                                                                     |
| 39    | Autre : - Amplitudes horaires : La ligne 39 fonctionne du lundi au vendredi de 6 h à 21 h 15, le samedi de 6 h 30 à 20 h 54 et le dimanche de 9 h 40 à 21 h 54 environ. - Date de dernière mise à jour : 12 octobre 2023. |                                                                     |                                                                     |                                                                     |                                                                     |                                                                     |                                                                     |                                                                     |                                                                     |
| 39    | Dernière actualisation : — |                                                                     |                                                                     |                                                                     |                                                                     |                                                                     |                                                                     |                                                                     |                                                                     |
| 48    | Aix-en-Provence – Mauriat ⥋ Marseille – Saint-Charles | Aix-en-Provence – Mauriat ⥋ Marseille – Saint-Charles               | Aix-en-Provence – Mauriat ⥋ Marseille – Saint-Charles               | Aix-en-Provence – Mauriat ⥋ Marseille – Saint-Charles               | Aix-en-Provence – Mauriat ⥋ Marseille – Saint-Charles               | Aix-en-Provence – Mauriat ⥋ Marseille – Saint-Charles               | Aix-en-Provence – Mauriat ⥋ Marseille – Saint-Charles               | Aix-en-Provence – Mauriat ⥋ Marseille – Saint-Charles               | Aix-en-Provence – Mauriat ⥋ Marseille – Saint-Charles               |
| 48    | Ouverture / Fermeture 2 septembre 2024 / — | Longueur —                                                          | Durée 35 min                                                        | Nb. d’arrêts 10                                                     | Matériel Crossway                                                   | Jours de fonctionnement L, Ma, Me, J, V                             | Jour / Soir / Nuit / Fêtes O / N / N / N                            | Voy. / an —                                                         | Exploitant RTM                                                      |
| 48    | Desserte : - Villes desservies : Aix-en-Provence, Marseille - Stations et gares desservies : Saint-Charles - Arrêts desservis : P+R Malacrida, Infirmeries, Meyran, Krypton, Pont de l’Arc, Armelière, La Parade, Champ de Foire |                                                                     |                                                                     |                                                                     |                                                                     |                                                                     |                                                                     |                                                                     |                                                                     |
| 48    | Autre : - Amplitudes horaires : La ligne 48 fonctionne du lundi au vendredi de 6 h à 20 h 37 environ. - Date de dernière mise à jour : 1er septembre 2024. |                                                                     |                                                                     |                                                                     |                                                                     |                                                                     |                                                                     |                                                                     |                                                                     |
| 48    | Dernière actualisation : — |                                                                     |                                                                     |                                                                     |                                                                     |                                                                     |                                                                     |                                                                     |                                                                     |
| 49    | Aix-en-Provence – Bouffan ⥋ Marseille – Arenc Le Silo | Aix-en-Provence – Bouffan ⥋ Marseille – Arenc Le Silo               | Aix-en-Provence – Bouffan ⥋ Marseille – Arenc Le Silo               | Aix-en-Provence – Bouffan ⥋ Marseille – Arenc Le Silo               | Aix-en-Provence – Bouffan ⥋ Marseille – Arenc Le Silo               | Aix-en-Provence – Bouffan ⥋ Marseille – Arenc Le Silo               | Aix-en-Provence – Bouffan ⥋ Marseille – Arenc Le Silo               | Aix-en-Provence – Bouffan ⥋ Marseille – Arenc Le Silo               | Aix-en-Provence – Bouffan ⥋ Marseille – Arenc Le Silo               |
| 49    | Ouverture / Fermeture 17 septembre 2007 / — | Longueur —                                                          | Durée 70 min                                                        | Nb. d’arrêts 20                                                     | Matériel Crossway                                                   | Jours de fonctionnement L, Ma, Me, J, V                             | Jour / Soir / Nuit / Fêtes O / N / N / N                            | Voy. / an —                                                         | Exploitant RTM                                                      |
| 49    | Desserte : - Villes desservies : Aix-en-Provence, Marseille - Stations et gares desservies : Aix-en-Provence , Bougainville , Arenc-Euroméditerranée - Arrêts desservis : P+R Lt Colonel Jeanpierre, Horloge, Stade Ouest, Corsy, Minimes, N. Mandela, Mouret Gare routière, Mouret, Plan d’Aillane, Zone Artisanale, Pôle d’activités, Le Frère, Ampère, Bessemer, Eiffel, Maison d’Arrêt D59, Métro Bougainville |                                                                     |                                                                     |                                                                     |                                                                     |                                                                     |                                                                     |                                                                     |                                                                     |
| 49    | Autre : - Amplitudes horaires : La ligne 49 fonctionne du lundi au vendredi de 6 h à 20 h 30 environ. - Particularités : Dessert le pôle d’activités d’Aix-en-Provence (arrêts de Plan d’Aillane à Maison d’Arrêt D59) de 6 h 40 à 12 h 30 dans le sens vers Aix-en-Provence et de 12 h à 19 h dans le sens vers Marseille. - Date de dernière mise à jour : 25 août 2024. |                                                                     |                                                                     |                                                                     |                                                                     |                                                                     |                                                                     |                                                                     |                                                                     |
| 49    | Dernière actualisation : — |                                                                     |                                                                     |                                                                     |                                                                     |                                                                     |                                                                     |                                                                     |                                                                     |
| 53    | Aix-en-Provence – Europôle de l'Arbois ⥋ Marseille – Saint-Charles | Aix-en-Provence – Europôle de l'Arbois ⥋ Marseille – Saint-Charles  | Aix-en-Provence – Europôle de l'Arbois ⥋ Marseille – Saint-Charles  | Aix-en-Provence – Europôle de l'Arbois ⥋ Marseille – Saint-Charles  | Aix-en-Provence – Europôle de l'Arbois ⥋ Marseille – Saint-Charles  | Aix-en-Provence – Europôle de l'Arbois ⥋ Marseille – Saint-Charles  | Aix-en-Provence – Europôle de l'Arbois ⥋ Marseille – Saint-Charles  | Aix-en-Provence – Europôle de l'Arbois ⥋ Marseille – Saint-Charles  | Aix-en-Provence – Europôle de l'Arbois ⥋ Marseille – Saint-Charles  |
| 53    | Ouverture / Fermeture 17 septembre 2007 / — | Longueur —                                                          | Durée 40-70 min                                                     | Nb. d’arrêts 35                                                     | Matériel Crossway                                                   | Jours de fonctionnement L, Ma, Me, J, V, S                          | Jour / Soir / Nuit / Fêtes O / O / N / N                            | Voy. / an —                                                         | Exploitant RTM                                                      |
| 53    | Desserte : - Villes desservies : Aix-en-Provence, Bouc-Bel-Air, Cabriès, Les Pennes-Mirabeau, Septèmes-les-Vallons, Marseille - Stations et gares desservies : Saint-Charles - Arrêts desservis : Archimède, Philibert, Descartes, Fresnel, Arago, De Broglie, Foucault, Parc Club Golf, Pichaury, Les Grottes, La Robole, Berthier, Bessemer, Ampère, Le Frère, Pôle d’Activités, Le Frère, Ampère, Bessemer, Eiffel, Maison d’Arrêt D59, P+R Arena Quai 2, La Mounine, Centre Commercial Rhin et Danube, La Mûle, La Croix d’Or, Pont de Bouc, Plan Marseillais, Violési, Petites Bastides, Les Chabauds, La Malle, Plan de Campagne                                                        |                                                                     |                                                                     |                                                                     |                                                                     |                                                                     |                                                                     |                                                                     |                                                                     |
| 53    | Autre : - Amplitudes horaires : La ligne 53 fonctionne du lundi au vendredi de 6 h à 19 h 57 et le samedi de 7 h 50 à 19 h 13 environ. - Particularités : Le samedi, la ligne 53 fait départ et terminus à l’arrêt Philibert, les arrêts Europôle Arbois et Archimède ne sont donc pas desservis le samedi contrairement aux arrêts Plan de Campagne, La Malle et Les Chabauds qui, eux, ne sont desservis que le samedi. - Date de dernière mise à jour : 3 octobre 2020. |                                                                     |                                                                     |                                                                     |                                                                     |                                                                     |                                                                     |                                                                     |                                                                     |
| 53    | Dernière actualisation : — |                                                                     |                                                                     |                                                                     |                                                                     |                                                                     |                                                                     |                                                                     |                                                                     |
| 72    | Aubagne – Pôle d’échanges ⥋ Aix-en-Provence – Krypton | Aubagne – Pôle d’échanges ⥋ Aix-en-Provence – Krypton               | Aubagne – Pôle d’échanges ⥋ Aix-en-Provence – Krypton               | Aubagne – Pôle d’échanges ⥋ Aix-en-Provence – Krypton               | Aubagne – Pôle d’échanges ⥋ Aix-en-Provence – Krypton               | Aubagne – Pôle d’échanges ⥋ Aix-en-Provence – Krypton               | Aubagne – Pôle d’échanges ⥋ Aix-en-Provence – Krypton               | Aubagne – Pôle d’échanges ⥋ Aix-en-Provence – Krypton               | Aubagne – Pôle d’échanges ⥋ Aix-en-Provence – Krypton               |
| 72    | Ouverture / Fermeture — / — | Longueur —                                                          | Durée 37 min                                                        | Nb. d’arrêts 17                                                     | Matériel Crossway                                                   | Jours de fonctionnement L, Ma, Me, J, V, S, D                       | Jour / Soir / Nuit / Fêtes O / N / N / O                            | Voy. / an —                                                         | Exploitant RTM                                                      |
| 72    | Desserte : - Stations et gares desservies : Gare d'Aubagne - Villes desservies : Aubagne, La Destrousse, Aix-en-Provence - Arrêts desservis : Salengro, Marcel Pagnol, Pont de Lamagnon, Robespierre, La Bourbonne, Douard, Paluds Agora, Paluds Fauge, Paluds Mistral, La Martelle, Le Pin Vert, Souque Nègre, Beausoleil, Bel Ormeau, Coton Rouge |                                                                     |                                                                     |                                                                     |                                                                     |                                                                     |                                                                     |                                                                     |                                                                     |
| 72    | Autre : - Amplitudes horaires : La ligne 72 fonctionne du lundi au vendredi de 6 h à 21 h 6, le samedi de 6 h à 20 h 48 et le dimanche de 8 h à 20 h 36 environ. - Date de dernière mise à jour : 13 octobre 2023. |                                                                     |                                                                     |                                                                     |                                                                     |                                                                     |                                                                     |                                                                     |                                                                     |
| 72    | Dernière actualisation : — |                                                                     |                                                                     |                                                                     |                                                                     |                                                                     |                                                                     |                                                                     |                                                                     |
| 79    | La Ciotat – Office de Tourisme ⥋ Marseille – Castellane | La Ciotat – Office de Tourisme ⥋ Marseille – Castellane             | La Ciotat – Office de Tourisme ⥋ Marseille – Castellane             | La Ciotat – Office de Tourisme ⥋ Marseille – Castellane             | La Ciotat – Office de Tourisme ⥋ Marseille – Castellane             | La Ciotat – Office de Tourisme ⥋ Marseille – Castellane             | La Ciotat – Office de Tourisme ⥋ Marseille – Castellane             | La Ciotat – Office de Tourisme ⥋ Marseille – Castellane             | La Ciotat – Office de Tourisme ⥋ Marseille – Castellane             |
| 79    | Ouverture / Fermeture 29 août 2022 / — | Longueur —                                                          | Durée 50 min                                                        | Nb. d’arrêts 13                                                     | Matériel Crossway                                                   | Jours de fonctionnement L, Ma, Me, J, V, S, D                       | Jour / Soir / Nuit / Fêtes O / N / N / O                            | Voy. / an —                                                         | Exploitant RTM                                                      |
| 79    | Desserte : - Stations et gares desservies : Castellane - Villes desservies : La Ciotat, Marseille - Arrêts desservis : L'Eden, Le Lido, Les Flots Bleus, Route de Marseille, Ernest Subilia, Domaine de la Tour, Rond Point des Voiles, Faubourg d'Entreprise, Plaine Brunette, Parc du 26ème centenaire |                                                                     |                                                                     |                                                                     |                                                                     |                                                                     |                                                                     |                                                                     |                                                                     |
| 79    | Autre : - Amplitudes horaires : La ligne 79 fonctionne du lundi au vendredi de 6 h 15 à 20 h 24, le samedi de 6 h 45 à 20 h 22 et le dimanche de 9 h 45 à 20 h 1 environ. - Date de dernière mise à jour : 13 octobre 2023. |                                                                     |                                                                     |                                                                     |                                                                     |                                                                     |                                                                     |                                                                     |                                                                     |
| 79    | Dernière actualisation : — |                                                                     |                                                                     |                                                                     |                                                                     |                                                                     |                                                                     |                                                                     |                                                                     |
| 88    | Vitrolles – Pierre Plantée quai 7 ⥋ Marseille – Saint-Charles | Vitrolles – Pierre Plantée quai 7 ⥋ Marseille – Saint-Charles       | Vitrolles – Pierre Plantée quai 7 ⥋ Marseille – Saint-Charles       | Vitrolles – Pierre Plantée quai 7 ⥋ Marseille – Saint-Charles       | Vitrolles – Pierre Plantée quai 7 ⥋ Marseille – Saint-Charles       | Vitrolles – Pierre Plantée quai 7 ⥋ Marseille – Saint-Charles       | Vitrolles – Pierre Plantée quai 7 ⥋ Marseille – Saint-Charles       | Vitrolles – Pierre Plantée quai 7 ⥋ Marseille – Saint-Charles       | Vitrolles – Pierre Plantée quai 7 ⥋ Marseille – Saint-Charles       |
| 88    | Ouverture / Fermeture — / — | Longueur —                                                          | Durée 40 min                                                        | Nb. d’arrêts 8                                                      | Matériel Intouro II Lion's Intercity Crossway                       | Jours de fonctionnement L, Ma, Me, J, V, S                          | Jour / Soir / Nuit / Fêtes O / N / N / N                            | Voy. / an —                                                         | Exploitant Suma                                                     |
| 88    | Desserte : - Stations et gares desservies : Saint-Charles - Villes desservies : Vitrolles, Marseille - Arrêts desservis : Médiathèque, Les Pins / Cinéma, Bd D. Padovani, Grand Vitrolles Quai 1, Bastide Blanche, Griffon Clinique |                                                                     |                                                                     |                                                                     |                                                                     |                                                                     |                                                                     |                                                                     |                                                                     |
| 88    | Autre : - Amplitudes horaires : La ligne 88 fonctionne du lundi au samedi de 5 h 30 à 21 h 15 environ. - Date de dernière mise à jour : 13 octobre 2023. |                                                                     |                                                                     |                                                                     |                                                                     |                                                                     |                                                                     |                                                                     |                                                                     |
| 88    | Dernière actualisation : — |                                                                     |                                                                     |                                                                     |                                                                     |                                                                     |                                                                     |                                                                     |                                                                     |
| 100   | Aubagne – Pôle d’échanges ⥋ Marseille – Castellane | Aubagne – Pôle d’échanges ⥋ Marseille – Castellane                  | Aubagne – Pôle d’échanges ⥋ Marseille – Castellane                  | Aubagne – Pôle d’échanges ⥋ Marseille – Castellane                  | Aubagne – Pôle d’échanges ⥋ Marseille – Castellane                  | Aubagne – Pôle d’échanges ⥋ Marseille – Castellane                  | Aubagne – Pôle d’échanges ⥋ Marseille – Castellane                  | Aubagne – Pôle d’échanges ⥋ Marseille – Castellane                  | Aubagne – Pôle d’échanges ⥋ Marseille – Castellane                  |
| 100   | Ouverture / Fermeture — / — | Longueur 16,3 km                                                    | Durée 30 min                                                        | Nb. d’arrêts 3                                                      | Matériel Crossway                                                   | Jours de fonctionnement L, Ma, Me, J, V, S, D                       | Jour / Soir / Nuit / Fêtes O / N / N / O                            | Voy. / an —                                                         | Exploitant RTM                                                      |
| 100   | Desserte : - Stations et gares desservies : Gare d'Aubagne , Castellane - Villes desservies : Aubagne, Marseille - Arrêts desservis : Les Lignières |                                                                     |                                                                     |                                                                     |                                                                     |                                                                     |                                                                     |                                                                     |                                                                     |
| 100   | Autre : - Amplitudes horaires : La ligne 100 fonctionne du lundi au dimanche de 6 h à 20 h 48 environ. - Date de dernière mise à jour : 13 octobre 2023. |                                                                     |                                                                     |                                                                     |                                                                     |                                                                     |                                                                     |                                                                     |                                                                     |
| 100   | Dernière actualisation : — |                                                                     |                                                                     |                                                                     |                                                                     |                                                                     |                                                                     |                                                                     |                                                                     |
| 102   | Aubagne – Z.I. Les Paluds ⥋ Marseille – Castellane | Aubagne – Z.I. Les Paluds ⥋ Marseille – Castellane                  | Aubagne – Z.I. Les Paluds ⥋ Marseille – Castellane                  | Aubagne – Z.I. Les Paluds ⥋ Marseille – Castellane                  | Aubagne – Z.I. Les Paluds ⥋ Marseille – Castellane                  | Aubagne – Z.I. Les Paluds ⥋ Marseille – Castellane                  | Aubagne – Z.I. Les Paluds ⥋ Marseille – Castellane                  | Aubagne – Z.I. Les Paluds ⥋ Marseille – Castellane                  | Aubagne – Z.I. Les Paluds ⥋ Marseille – Castellane                  |
| 102   | Ouverture / Fermeture — / — | Longueur —                                                          | Durée 34 min                                                        | Nb. d’arrêts 8                                                      | Matériel Crossway                                                   | Jours de fonctionnement L, Ma, Me, J, V, S                          | Jour / Soir / Nuit / Fêtes O / N / N / N                            | Voy. / an —                                                         | Exploitant RTM                                                      |
| 102   | Desserte : - Stations et gares desservies : Castellane - Villes desservies : Aubagne, Marseille - Arrêts desservis : La Martelle, Paluds Mistral, Paluds Fauge, Paluds Agora, Douard, Parc du 26ème centenaire |                                                                     |                                                                     |                                                                     |                                                                     |                                                                     |                                                                     |                                                                     |                                                                     |
| 102   | Autre : - Amplitudes horaires : La ligne 102 fonctionne du lundi au vendredi de 6 h à 20 h 52 et le samedi de 6 h 30 à 20 h 21 environ. - Date de dernière mise à jour : 13 octobre 2023. |                                                                     |                                                                     |                                                                     |                                                                     |                                                                     |                                                                     |                                                                     |                                                                     |
| 102   | Dernière actualisation : — |                                                                     |                                                                     |                                                                     |                                                                     |                                                                     |                                                                     |                                                                     |                                                                     |

#### Lignes lecar / Cartreize Proximité
| Ligne | Caractéristiques | Caractéristiques                                                                                     | Caractéristiques                                                                                     | Caractéristiques                                                                                     | Caractéristiques                                                                                     | Caractéristiques                                                                                     | Caractéristiques                                                                                     | Caractéristiques                                                                                     | Caractéristiques                                                                                     |
| 11    | Auriol – Les Artauds / Saint-Savournin – Les Gilets ⥋ Aix-en-Provence – L'Armelière / Krypton | Auriol – Les Artauds / Saint-Savournin – Les Gilets ⥋ Aix-en-Provence – L'Armelière / Krypton        | Auriol – Les Artauds / Saint-Savournin – Les Gilets ⥋ Aix-en-Provence – L'Armelière / Krypton        | Auriol – Les Artauds / Saint-Savournin – Les Gilets ⥋ Aix-en-Provence – L'Armelière / Krypton        | Auriol – Les Artauds / Saint-Savournin – Les Gilets ⥋ Aix-en-Provence – L'Armelière / Krypton        | Auriol – Les Artauds / Saint-Savournin – Les Gilets ⥋ Aix-en-Provence – L'Armelière / Krypton        | Auriol – Les Artauds / Saint-Savournin – Les Gilets ⥋ Aix-en-Provence – L'Armelière / Krypton        | Auriol – Les Artauds / Saint-Savournin – Les Gilets ⥋ Aix-en-Provence – L'Armelière / Krypton        | Auriol – Les Artauds / Saint-Savournin – Les Gilets ⥋ Aix-en-Provence – L'Armelière / Krypton        |
| ----- | --- | --- | --- | --- | --- | --- | --- | --- | --- |
| 11    | Ouverture / Fermeture — / — | Longueur —                                                                                           | Durée 50 min                                                                                         | Nb. d’arrêts 45                                                                                      | Matériel Intouro II                                                                                  | Jours de fonctionnement L, Ma, Me, J, V, S                                                           | Jour / Soir / Nuit / Fêtes O / N / N / N                                                             | Voy. / an —                                                                                          | Exploitant Azur Evasion                                                                              |
| 11    | Desserte : - Villes desservies : Saint-Savournin, Cadolive, Peypin, La Destrousse, Auriol, La Bouilladisse, Belcodène, Aix-en-Provence - Arrêts desservis : Les Gilets, La Patancline, Les Rampauds, L'Etoile, Centre, Maison Neuve, L'Ortolan, Armel Maroc, Les Oliviers, Les Termes, Jas de Valèze, Halte Routière, Les Pegoulières, Le Château, Le Revers du Jas, Le Deven, Le Panorama, Les Artauds, La Glacière, La Place, La Croix, Pont de Joux, Le Soleillet, Mairie, Le Plan, Pas de Trets, Souque Nègre, La Reyne, Chante Coucou, Le Stade, Saint-Joseph, La Chavatine, La Valentine, Le Collet Blanc, Valdonne 2, Souque Nègre, La Gare, Marius Boyer, Les Benezits, Échangeur Belcodène, Infirmeries, ADM Zola, Krypton, L'Armelière, Nativité Grassie | | | | | | | | |
| 11    | Autre : - Amplitudes horaires : La ligne 11 fonctionne du lundi au samedi de 6 h 40 à 20 h 15 environ. - Particularités : Desserte des communes de Saint-Savournin, Cadolive et Peypin ainsi que les arrêts L’Armelière et Nativité Grassie situés à Aix-en-Provence à certaines heures. - Date de dernière mise à jour : 13 octobre 2023. | | | | | | | | |
| 11    | Dernière actualisation : — | | | | | | | | |
| 15    | Berre-l'Étang – Le Drignon / Rognac – La Gare ⥋ Aix-en-Provence – Krypton | Berre-l'Étang – Le Drignon / Rognac – La Gare ⥋ Aix-en-Provence – Krypton                            | Berre-l'Étang – Le Drignon / Rognac – La Gare ⥋ Aix-en-Provence – Krypton                            | Berre-l'Étang – Le Drignon / Rognac – La Gare ⥋ Aix-en-Provence – Krypton                            | Berre-l'Étang – Le Drignon / Rognac – La Gare ⥋ Aix-en-Provence – Krypton                            | Berre-l'Étang – Le Drignon / Rognac – La Gare ⥋ Aix-en-Provence – Krypton                            | Berre-l'Étang – Le Drignon / Rognac – La Gare ⥋ Aix-en-Provence – Krypton                            | Berre-l'Étang – Le Drignon / Rognac – La Gare ⥋ Aix-en-Provence – Krypton                            | Berre-l'Étang – Le Drignon / Rognac – La Gare ⥋ Aix-en-Provence – Krypton                            |
| 15    | Ouverture / Fermeture — / — | Longueur —                                                                                           | Durée 43-60 min                                                                                      | Nb. d’arrêts 17-27                                                                                   | Matériel Intouro II Lion’s Intercity Crossway                                                        | Jours de fonctionnement L, Ma, Me, J, V, S                                                           | Jour / Soir / Nuit / Fêtes O / N / N / N                                                             | Voy. / an —                                                                                          | Exploitant Suma                                                                                      |
| 15    | Desserte : - Stations et gares desservies : Rognac - Villes desservies : Berre l’Étang, Rognac, Velaux, Coudoux, Aix-en-Provence - Arrêts desservis : Frédéric Mistral, Jean Monnet / Place du Souvenir Français, Jardins de Cabrianne, 8 mai 1945, Parc Henri Fabre, Mouettes, Clinique, Rockenhausen, Gare Rockenhausen, La Gare, Centre Ville, Charles de Gaulle, Cimetière, Grande Bastide CD20, Gerbine CD 20, Verdière, Vérane, Halte Routière / Bastide Bertin, 4 Tours, Restoubles, Centre Commercial, Chemin du Levun, Moulin du Pont, La Fourane, Fenouillères | | | | | | | | |
| 15    | Autre : - Amplitudes horaires : La ligne 15 fonctionne du lundi au samedi de 6 h 25 à 20 h 26 environ. - Particularités : Des services partiels entre La Gare et Krypton fonctionnent en période scolaire. - Date de dernière mise à jour : 21 août 2024. | | | | | | | | |
| 15    | Dernière actualisation : — | | | | | | | | |
| 16    | Lançon-Provence – Stade Sibourg / La Fare-les-Oliviers – Les Gramenières ⥋ Aix-en-Provence – Krypton | Lançon-Provence – Stade Sibourg / La Fare-les-Oliviers – Les Gramenières ⥋ Aix-en-Provence – Krypton | Lançon-Provence – Stade Sibourg / La Fare-les-Oliviers – Les Gramenières ⥋ Aix-en-Provence – Krypton | Lançon-Provence – Stade Sibourg / La Fare-les-Oliviers – Les Gramenières ⥋ Aix-en-Provence – Krypton | Lançon-Provence – Stade Sibourg / La Fare-les-Oliviers – Les Gramenières ⥋ Aix-en-Provence – Krypton | Lançon-Provence – Stade Sibourg / La Fare-les-Oliviers – Les Gramenières ⥋ Aix-en-Provence – Krypton | Lançon-Provence – Stade Sibourg / La Fare-les-Oliviers – Les Gramenières ⥋ Aix-en-Provence – Krypton | Lançon-Provence – Stade Sibourg / La Fare-les-Oliviers – Les Gramenières ⥋ Aix-en-Provence – Krypton | Lançon-Provence – Stade Sibourg / La Fare-les-Oliviers – Les Gramenières ⥋ Aix-en-Provence – Krypton |
| 16    | Ouverture / Fermeture — / — | Longueur —                                                                                           | Durée 60 min                                                                                         | Nb. d’arrêts 16                                                                                      | Matériel Intouro II Lion’s Intercity Crossway                                                        | Jours de fonctionnement L, Ma, Me, J, V, S                                                           | Jour / Soir / Nuit / Fêtes O / N / N / N                                                             | Voy. / an —                                                                                          | Exploitant Suma                                                                                      |
| 16    | Desserte : - Villes desservies : Lançon-Provence, La Fare-les-Oliviers, Aix-en-Provence - Arrêts desservis : Val de Sibourg, Fânets, Coste, Moulin de Laure, Médiathèque, Marcel Pagnol, Les Gramenières, Grand Jas, Favier, Giraude, Chemin Meunier, Barrales, La Fourane, Fenouillères | | | | | | | | |
| 16    | Autre : - Amplitudes horaires : La ligne 16 fonctionne du lundi au samedi de 6 h 25 à 20 h 30 environ. - Particularités : Des services partiels entre Les Gramenières et Krypton fonctionnent en période scolaire. - Date de dernière mise à jour : 13 octobre 2023. | | | | | | | | |
| 16    | Dernière actualisation : — | | | | | | | | |
| 36    | (Circulaire) Marseille – Métro Bougainville ⥋ via Vitrolles – Airbus Helicopters | (Circulaire) Marseille – Métro Bougainville ⥋ via Vitrolles – Airbus Helicopters                     | (Circulaire) Marseille – Métro Bougainville ⥋ via Vitrolles – Airbus Helicopters                     | (Circulaire) Marseille – Métro Bougainville ⥋ via Vitrolles – Airbus Helicopters                     | (Circulaire) Marseille – Métro Bougainville ⥋ via Vitrolles – Airbus Helicopters                     | (Circulaire) Marseille – Métro Bougainville ⥋ via Vitrolles – Airbus Helicopters                     | (Circulaire) Marseille – Métro Bougainville ⥋ via Vitrolles – Airbus Helicopters                     | (Circulaire) Marseille – Métro Bougainville ⥋ via Vitrolles – Airbus Helicopters                     | (Circulaire) Marseille – Métro Bougainville ⥋ via Vitrolles – Airbus Helicopters                     |
| 36    | Ouverture / Fermeture — / — | Longueur —                                                                                           | Durée 75 min                                                                                         | Nb. d’arrêts 29                                                                                      | Matériel Intouro II Lion’s Intercity Crossway                                                        | Jours de fonctionnement L, Ma, Me, J, V, S                                                           | Jour / Soir / Nuit / Fêtes O / N / N / N                                                             | Voy. / an —                                                                                          | Exploitant Suma                                                                                      |
| 36    | Desserte : - Villes desservies : Gignac-la-Nerthe, Marignane, Vitrolles, Saint-Victoret, Marseille - Stations et gares desservies : Bougainville , Arenc-Euroméditerranée - Arrêts desservis : Arenc Le Silo, Euroméditerranée Arenc, Anjoly, Pôle Emploi, Europe Berlin, Europe Madrid, Europe CD 9, Europe Poids Public, Estroublans Centre Vie, Londres Athènes, Londres Bruxelles, Airbus Helicopters, Gabriel Voisin, Le Gabian, Galagovière, Parc Camoin, Mistral, Sainte Anne, La Chaume, Collège E. Mirabeau, Le Tunnel, Lèbre St Louis, La Rose, Jean de Florette, Poussaraque, Pré Fleuri, Les Acacias | | | | | | | | |
| 36    | Autre : - Amplitudes horaires : La ligne 36 fonctionne du lundi au samedi de 5 h à 21 h 52 environ. - Particularités : Les arrêts Le Gabian, Galagovière et Parc Camoin ne sont pas desservis le mardi et le samedi du début de service à 14 h (jours de marché). - Date de dernière mise à jour : 18 octobre 2020. | | | | | | | | |
| 36    | Dernière actualisation : — | | | | | | | | |
| 38    | Martigues – Pôle d’échanges ⥋ Aéroport Marseille-Provence | Martigues – Pôle d’échanges ⥋ Aéroport Marseille-Provence                                            | Martigues – Pôle d’échanges ⥋ Aéroport Marseille-Provence                                            | Martigues – Pôle d’échanges ⥋ Aéroport Marseille-Provence                                            | Martigues – Pôle d’échanges ⥋ Aéroport Marseille-Provence                                            | Martigues – Pôle d’échanges ⥋ Aéroport Marseille-Provence                                            | Martigues – Pôle d’échanges ⥋ Aéroport Marseille-Provence                                            | Martigues – Pôle d’échanges ⥋ Aéroport Marseille-Provence                                            | Martigues – Pôle d’échanges ⥋ Aéroport Marseille-Provence                                            |
| 38    | Ouverture / Fermeture — / — | Longueur —                                                                                           | Durée 65 min                                                                                         | Nb. d’arrêts 43                                                                                      | Matériel Crossway                                                                                    | Jours de fonctionnement L, Ma, Me, J, V, S, D                                                        | Jour / Soir / Nuit / Fêtes O / O / N / O                                                             | Voy. / an —                                                                                          | Exploitant RTM                                                                                       |
| 38    | Desserte : - Villes desservies : Martigues, Châteauneuf-les-Martigues, Gignac-la-Nerthe, Marignane, Saint-Victoret, Vitrolles - Arrêts desservis : Girondins, Église de Jonquières, L. Degut, Font Sarade, Émile Zola, Sainte Anne, Khariessa, Raffinerie, La Poste La Mède, Mairie Annexe, La Sablière, La Glacière, Le Leou, Le Vallon, Sécurité Sociale / Ferry, Vieux Cimetière, La Chapelle, Bastide Neuve Collège, Pas de Baudre, Les Aiguilles, Le Tholonet, Le Bayon, Cotton, Les Piélettes, Les Acacias, Pré Fleuri, Poussaraque, Jean de Florette, La Rose, Lèbre Saint-Louis, Le Tunnel, Collège E. Mirabeau, La Chaume, Sainte Anne, Mistral, Parc Camoin, Le Gabian, Gabriel Voisin, Airbus Helicopters | | | | | | | | |
| 38    | Autre : - Amplitudes horaires : La ligne 38 fonctionne du lundi au vendredi de 5 h 5 à 22 h et le week-end de 5 h 20 à 20 h 43 environ. - Particularités : L’arrêt Parc Camoin et Le Gabian ne sont pas desservis les jours de marché (mardi et samedi du début de service à 14 h). Les arrêts de report sont 8 mai 1945 et Clémenceau - Date de dernière mise à jour : 14 janvier 2025. | | | | | | | | |
| 38    | Dernière actualisation : — | | | | | | | | |
| 51    | Aix-en-Provence – Gare routière ⥋ Marseille – Saint-Charles par RN 8 | Aix-en-Provence – Gare routière ⥋ Marseille – Saint-Charles par RN 8                                 | Aix-en-Provence – Gare routière ⥋ Marseille – Saint-Charles par RN 8                                 | Aix-en-Provence – Gare routière ⥋ Marseille – Saint-Charles par RN 8                                 | Aix-en-Provence – Gare routière ⥋ Marseille – Saint-Charles par RN 8                                 | Aix-en-Provence – Gare routière ⥋ Marseille – Saint-Charles par RN 8                                 | Aix-en-Provence – Gare routière ⥋ Marseille – Saint-Charles par RN 8                                 | Aix-en-Provence – Gare routière ⥋ Marseille – Saint-Charles par RN 8                                 | Aix-en-Provence – Gare routière ⥋ Marseille – Saint-Charles par RN 8                                 |
| 51    | Ouverture / Fermeture 17 septembre 2007 / — | Longueur —                                                                                           | Durée 50-60 min                                                                                      | Nb. d’arrêts 42                                                                                      | Matériel Crossway LE                                                                                 | Jours de fonctionnement L, Ma, Me, J, V, S, D                                                        | Jour / Soir / Nuit / Fêtes O / O / N / O                                                             | Voy. / an —                                                                                          | Exploitant RTM                                                                                       |
| 51    | Desserte : - Villes desservies : Aix-en-Provence, Bouc-Bel-Air, Cabriès, Les Pennes-Mirabeau, Septèmes-les-Vallons, Marseille - Stations et gares desservies : Aix-en-Provence , Septèmes , Saint-Charles - Arrêts desservis : Sous Préfecture, La Beauvalle, Pont de l’Arc, Hôpital de Provence RN8, Les Frères Gris, Bon Rencontre, La Blaque, Chapuis, Luynes Sud, Lycée International de Luynes, Rampelin, Trois Pigeons, La Mounine, Centre Commercial, Rhin et Danube, La Mûle, La Croix d’Or, Pont de Bouc, Plan Marseillais, Violési, Petites Bastides, Les Chabauds, La Malle, Plan de Campagne, Parc Aquatique, La Tubie, Tubié Barbusse, Mandela Ecole, Mandela Crèche, Peyrets Fabrégoules, Collège, La Gare, Septèmes Nord, Centre, Septèmes Sud, La Rougière, Notre Dame, Notre Dame Limite, Edouard Toulouse, Bourrely Dramard, Les Fabrettes                                                       | | | | | | | | |
| 51    | Autre : - Amplitudes horaires : La ligne 51 fonctionne du lundi au vendredi de 5 h 50 à 0 h 7, le samedi de 6 h 30 à 0 h et le dimanche de 6 h à 0 h environ. - Particularités : Le samedi et le dimanche, à certaines heures, la ligne effectue des liaisons directes entre Plan de Campagne et Gare St Charles par autoroute. - Date de dernière mise à jour : 3 octobre 2020. | | | | | | | | |
| 51    | Dernière actualisation : — | | | | | | | | |
| 55    | Marignane – Parc Camoin / Le Rove – Le Douard ⥋ Martigues – Pôle d’échanges | Marignane – Parc Camoin / Le Rove – Le Douard ⥋ Martigues – Pôle d’échanges                          | Marignane – Parc Camoin / Le Rove – Le Douard ⥋ Martigues – Pôle d’échanges                          | Marignane – Parc Camoin / Le Rove – Le Douard ⥋ Martigues – Pôle d’échanges                          | Marignane – Parc Camoin / Le Rove – Le Douard ⥋ Martigues – Pôle d’échanges                          | Marignane – Parc Camoin / Le Rove – Le Douard ⥋ Martigues – Pôle d’échanges                          | Marignane – Parc Camoin / Le Rove – Le Douard ⥋ Martigues – Pôle d’échanges                          | Marignane – Parc Camoin / Le Rove – Le Douard ⥋ Martigues – Pôle d’échanges                          | Marignane – Parc Camoin / Le Rove – Le Douard ⥋ Martigues – Pôle d’échanges                          |
| 55    | Ouverture / Fermeture — / — | Longueur —                                                                                           | Durée 83 min                                                                                         | Nb. d’arrêts 44                                                                                      | Matériel Crossway                                                                                    | Jours de fonctionnement L, Ma, Me, J, V, S, D                                                        | Jour / Soir / Nuit / Fêtes O / N / N / O                                                             | Voy. / an —                                                                                          | Exploitant RTM                                                                                       |
| 55    | Desserte : - Stations et gares desservies : Carry-le-Rouet , Sausset-les-Pins - Villes desservies : Marignane, Gignac-la-Nerthe, Le Rove, Ensuès-la-Redonne, Carry-le-Rouet, Sausset-les-Pins, Martigues - Arrêts desservis : Le Mistral, Ste Anne, Collège E. Mirabeau, Le Tunnel, Lèbre Saint-Louis, La Rose, Jean de Florette, Poussaraque, Pré Fleuri, Les Acacias, Le Douard, Mairie, Ensuès Côte Bleue, Val de Ricard, Le Rouet, Général Leclerc, Gare SNCF, Jean Jaurès, La Fontaine, La Tuilière, Le Camping, Les Coquillages, Marcel Bodelle, Parc de Loisirs, Charles Roux / Gare SNCF, Le Brulot / Gare, Collège Matraja, Saint-Julien Cimetière, Clos Saint-Michel, Saint-Julien Coopérative, Saint-Julien Cormes, La Croix d'Estrine, Les Ventrons, Route Saint-Pierre, Émile Zola, Général Leclerc, Place des Aires, Lycée Paul Langevin, Lycée Brise Lames, Lycée Jean Lurçat, Paradis, Coopérative | | | | | | | | |
| 55    | Autre : - Amplitudes horaires : La ligne 55 fonctionne du lundi au vendredi de 5 h 20 à 20 h 26 et le week-end de 8 h à 19 h 35 environ. - Particularités : - Les arrêts Lycée Paul Langevin, Lycée Brise Lames et Lycée Jean Lurçat ne sont desservis que du lundi au vendredi le matin entre 07h44 et 08h59 et l'après-midi à 18h10. L'arrêt Lycée Paul Langevin est desservi le soir à 17h54 vers le pôle d’échanges. - Les arrêts Le Mistral et Ste Anne ne sont pas desservis le mardi, le samedi et le dimanche du début de service aux alentours de 14 h puisque ce sont des jours de marché. - Service interrompu en période estivale entre Parc Camoin et Le Douard. - Date de dernière mise à jour : 14 janvier 2025. | | | | | | | | |
| 55    | Dernière actualisation : — | | | | | | | | |
| 64    | Trets – Pôle d’échanges quai 6 ⥋ Marseille – Saint-Charles | Trets – Pôle d’échanges quai 6 ⥋ Marseille – Saint-Charles                                           | Trets – Pôle d’échanges quai 6 ⥋ Marseille – Saint-Charles                                           | Trets – Pôle d’échanges quai 6 ⥋ Marseille – Saint-Charles                                           | Trets – Pôle d’échanges quai 6 ⥋ Marseille – Saint-Charles                                           | Trets – Pôle d’échanges quai 6 ⥋ Marseille – Saint-Charles                                           | Trets – Pôle d’échanges quai 6 ⥋ Marseille – Saint-Charles                                           | Trets – Pôle d’échanges quai 6 ⥋ Marseille – Saint-Charles                                           | Trets – Pôle d’échanges quai 6 ⥋ Marseille – Saint-Charles                                           |
| 64    | Ouverture / Fermeture — / — | Longueur —                                                                                           | Durée 64 min                                                                                         | Nb. d’arrêts 22                                                                                      | Matériel Crossway NP                                                                                 | Jours de fonctionnement L, Ma, Me, J, V, S                                                           | Jour / Soir / Nuit / Fêtes O / O / N / N                                                             | Voy. / an —                                                                                          | Exploitant SAP                                                                                       |
| 64    | Desserte : - Stations et gares desservies : Saint-Charles , Gardanne - Villes desservies : Trets, Peynier, Rousset, Fuveau, Meyreuil, Gardanne, Cabriès, Marseille - Arrêts desservis : Le Vallat, La Lecque, Le Village, Le Lavoir, Le Vieux Moulin, Collège, Les Écoles, La Corneirelle, Vacher, Villevieille, Victoire, La Marnière, La Plaine, École de la Barque, Aigues Marines, Les Sauvaires, Le Plan de Meyreuil, La Croix, Pôle d'Echanges de Gardanne, Plan de Campagne | | | | | | | | |
| 64    | Autre : - Amplitudes horaires : la ligne 64 fonctionne du lundi au vendredi de 5 h 50 à 20 h 55 et le samedi de 7 h 30 à 20 h 35 environ. - Particularités : Certains arrêts ne sont pas desservis à certaines heures. - Date de dernière mise à jour : 13 octobre 2023. | | | | | | | | |
| 64    | Dernière actualisation : — | | | | | | | | |
| 68    | Cassis – Gendarmerie ⥋ Aubagne – Pôle d’échanges | Cassis – Gendarmerie ⥋ Aubagne – Pôle d’échanges                                                     | Cassis – Gendarmerie ⥋ Aubagne – Pôle d’échanges                                                     | Cassis – Gendarmerie ⥋ Aubagne – Pôle d’échanges                                                     | Cassis – Gendarmerie ⥋ Aubagne – Pôle d’échanges                                                     | Cassis – Gendarmerie ⥋ Aubagne – Pôle d’échanges                                                     | Cassis – Gendarmerie ⥋ Aubagne – Pôle d’échanges                                                     | Cassis – Gendarmerie ⥋ Aubagne – Pôle d’échanges                                                     | Cassis – Gendarmerie ⥋ Aubagne – Pôle d’échanges                                                     |
| 68    | Ouverture / Fermeture — / — | Longueur —                                                                                           | Durée 36 min                                                                                         | Nb. d’arrêts 28                                                                                      | Matériel Crossway                                                                                    | Jours de fonctionnement L, Ma, Me, J, V, S, D                                                        | Jour / Soir / Nuit / Fêtes O / O / N / O                                                             | Voy. / an —                                                                                          | Exploitants RTM                                                                                      |
| 68    | Desserte : - Stations et gares desservies : Gare d'Aubagne - Villes desservies : Cassis, Carnoux-en-Provence, Aubagne - Arrêts desservis : Augustin Isnard, Belsunce, Cabrol Marne, Les Hauts Cépages, Clos des Oliviers, Ferme Blanche, Font Blanche, Le Mussuguet, Carpiagne, Le Stade, Panorama, Notre Dame D'Afrique, Mont Fleuri, Lou Caïre, Les Barles, Pont des Barles, La Bourbonne, Douard, Paluds Agora, Paluds Fauge, Paluds Mistral, La Martelle, Camp de Sarlier, Pont de Lamagnon, Marcel Pagnol, Salengro | | | | | | | | |
| 68    | Autre : - Amplitudes horaires : La ligne 68 fonctionne du lundi au vendredi de 6 h 15 à 20 h 47 et le week-end de 7 h à 20 h 35 environ. - Particularités : Ne dessert pas les arrêts situés entre Pont des Barles et Pont de Lamagnon en période de haute saison (du début des vacances de printemps à la fin des vacances de la Toussaint). - Date de dernière mise à jour : 13 octobre 2023. | | | | | | | | |
| 68    | Dernière actualisation : — | | | | | | | | |
| 69    | La Ciotat – Office de tourisme ⥋ Aubagne – Pôle d’échanges | La Ciotat – Office de tourisme ⥋ Aubagne – Pôle d’échanges                                           | La Ciotat – Office de tourisme ⥋ Aubagne – Pôle d’échanges                                           | La Ciotat – Office de tourisme ⥋ Aubagne – Pôle d’échanges                                           | La Ciotat – Office de tourisme ⥋ Aubagne – Pôle d’échanges                                           | La Ciotat – Office de tourisme ⥋ Aubagne – Pôle d’échanges                                           | La Ciotat – Office de tourisme ⥋ Aubagne – Pôle d’échanges                                           | La Ciotat – Office de tourisme ⥋ Aubagne – Pôle d’échanges                                           | La Ciotat – Office de tourisme ⥋ Aubagne – Pôle d’échanges                                           |
| 69    | Ouverture / Fermeture — / — | Longueur —                                                                                           | Durée 42 min                                                                                         | Nb. d’arrêts 25                                                                                      | Matériel Crossway                                                                                    | Jours de fonctionnement L, Ma, Me, J, V, S, D                                                        | Jour / Soir / Nuit / Fêtes O / O / N / O                                                             | Voy. / an —                                                                                          | Exploitants RTM                                                                                      |
| 69    | Desserte : - Stations et gares desservies : Gare d'Aubagne - Villes desservies : La Ciotat, Roquefort-la-Bédoule, Carnoux-en-Provence, Aubagne - Arrêts desservis : L'Eden, Le Lido, Les Flots Bleus, Route de Marseille, Ernest Subilia, Domaine de la Tour, Rond-Point des Voiles, Faubourg d'Entreprise, Plaine Brunette, Hôtel de Ville, La Crèche, Les Caniers, Pont des Barles, La Bourbonne, Douard, Paluds Agora, Paluds Fauge, Paluds Mistral, La Martelle, Camp de Sarlier, Pont de Lamagnon, Marcel Pagnol, Salengro | | | | | | | | |
| 69    | Autre : - Amplitudes horaires : La ligne 69 fonctionne du lundi au vendredi de 6 h à 20 h 46 et le week-end de 7 h à 21 h 8 environ. - Date de dernière mise à jour : 13 octobre 2023. | | | | | | | | |
| 69    | Dernière actualisation : — | | | | | | | | |
| 78    | Marseille – Castellane ⥋ Cassis – Gendarmerie / La Ciotat – Office de tourisme (en été) | Marseille – Castellane ⥋ Cassis – Gendarmerie / La Ciotat – Office de tourisme (en été)              | Marseille – Castellane ⥋ Cassis – Gendarmerie / La Ciotat – Office de tourisme (en été)              | Marseille – Castellane ⥋ Cassis – Gendarmerie / La Ciotat – Office de tourisme (en été)              | Marseille – Castellane ⥋ Cassis – Gendarmerie / La Ciotat – Office de tourisme (en été)              | Marseille – Castellane ⥋ Cassis – Gendarmerie / La Ciotat – Office de tourisme (en été)              | Marseille – Castellane ⥋ Cassis – Gendarmerie / La Ciotat – Office de tourisme (en été)              | Marseille – Castellane ⥋ Cassis – Gendarmerie / La Ciotat – Office de tourisme (en été)              | Marseille – Castellane ⥋ Cassis – Gendarmerie / La Ciotat – Office de tourisme (en été)              |
| 78    | Ouverture / Fermeture 29 août 2022 / — | Longueur —                                                                                           | Durée 42 min                                                                                         | Nb. d’arrêts 33                                                                                      | Matériel Crossway                                                                                    | Jours de fonctionnement L, Ma, Me, J, V, S, D                                                        | Jour / Soir / Nuit / Fêtes O / N / N / O                                                             | Voy. / an —                                                                                          | Exploitants RTM                                                                                      |
| 78    | Desserte : - Villes desservies : Marseille, Cassis, La Ciotat - Stations et gares desservies : Castellane , Périer , Rond-point du Prado - Arrêts desservis : Prado Périer, Métro Rond-point du Prado, Le Corbusier, Obélisque, Ste Trinité, Centre commercial Valmante, Le Redon, Lachamp Luminy, Lachamp Augier, Grands Pins, Vaufrèges, Le Pigeonnier, Clos des Oliviers, Les Hauts Cépages, Cabrol Marne, Belsunce, Augustin Isnard, Gendarmerie, Ferme Blanche, Rond-point de Bodin, Subilia, Route de Marseille, Vallat de Roubaud, La Licorne, Les Flots Bleus, Le Lido, L’Éden | | | | | | | | |
| 78    | Autre : - Amplitudes horaires : La ligne 78 fonctionne du lundi au dimanche de 6 h 30 à 20 h 30 environ. - Particularités : - Dans les deux sens, entre Marseille et Cassis, les arrêts se situant proches des points de départ sont réservés à la montée et ceux proches des terminus sont des arrêts de descente. - Les arrêts situés entre Gendarmerie et Office de Tourisme ne sont desservis qu’en période estivale et les montées et descentes y sont autorisées à ces arrêts-là. - Date de dernière mise à jour : 13 octobre 2023. | | | | | | | | |
| 78    | Dernière actualisation : — | | | | | | | | |
| 89    | Les Pennes Mirabeau – Square Général de Gaulle ⥋ Marseille – Saint-Charles | Les Pennes Mirabeau – Square Général de Gaulle ⥋ Marseille – Saint-Charles                           | Les Pennes Mirabeau – Square Général de Gaulle ⥋ Marseille – Saint-Charles                           | Les Pennes Mirabeau – Square Général de Gaulle ⥋ Marseille – Saint-Charles                           | Les Pennes Mirabeau – Square Général de Gaulle ⥋ Marseille – Saint-Charles                           | Les Pennes Mirabeau – Square Général de Gaulle ⥋ Marseille – Saint-Charles                           | Les Pennes Mirabeau – Square Général de Gaulle ⥋ Marseille – Saint-Charles                           | Les Pennes Mirabeau – Square Général de Gaulle ⥋ Marseille – Saint-Charles                           | Les Pennes Mirabeau – Square Général de Gaulle ⥋ Marseille – Saint-Charles                           |
| 89    | Ouverture / Fermeture — / — | Longueur —                                                                                           | Durée 32 min                                                                                         | Nb. d’arrêts 13                                                                                      | Matériel Intouro II Lion’s Intercity Crossway                                                        | Jours de fonctionnement L, Ma, Me, J, V, S, D                                                        | Jour / Soir / Nuit / Fêtes O / O / N / O                                                             | Voy. / an —                                                                                          | Exploitant Suma                                                                                      |
| 89    | Desserte : - Stations et gares desservies : Saint-Charles - Villes desservies : Les Pennes Mirabeau, Marseille - Arrêts desservis : Mairie, Roches Blanches, Cadeneaux, Les Oliviers, Monaco, Jeanne d'Arc, Les Tabors, Gavotte Mairie, Mitterrand, Octroi, Saint-Antoine | | | | | | | | |
| 89    | Autre : - Amplitudes horaires : la ligne 89 fonctionne du lundi au samedi de 6 h 5 à 21 h 5 et le dimanche de 9 h 40 à 20 h 15 environ. - Date de dernière mise à jour : 13 octobre 2023. | | | | | | | | |
| 89    | Dernière actualisation : — | | | | | | | | |
| 240   | Aubagne – Eiffel / Pôle d’échanges ⥋ Marseille – Métro la Fourragère | Aubagne – Eiffel / Pôle d’échanges ⥋ Marseille – Métro la Fourragère                                 | Aubagne – Eiffel / Pôle d’échanges ⥋ Marseille – Métro la Fourragère                                 | Aubagne – Eiffel / Pôle d’échanges ⥋ Marseille – Métro la Fourragère                                 | Aubagne – Eiffel / Pôle d’échanges ⥋ Marseille – Métro la Fourragère                                 | Aubagne – Eiffel / Pôle d’échanges ⥋ Marseille – Métro la Fourragère                                 | Aubagne – Eiffel / Pôle d’échanges ⥋ Marseille – Métro la Fourragère                                 | Aubagne – Eiffel / Pôle d’échanges ⥋ Marseille – Métro la Fourragère                                 | Aubagne – Eiffel / Pôle d’échanges ⥋ Marseille – Métro la Fourragère                                 |
| 240   | Ouverture / Fermeture 1er janvier 2011 / — | Longueur 15 km                                                                                       | Durée 48 min                                                                                         | Nb. d’arrêts 36                                                                                      | Matériel Crossway LE                                                                                 | Jours de fonctionnement L, Ma, Me, J, V, S, D                                                        | Jour / Soir / Nuit / Fêtes O / O / N / O                                                             | Voy. / an —                                                                                          | Exploitant RTM                                                                                       |
| 240   | Desserte : - Stations et gares desservies : Gare d'Aubagne , Martin Luther King , Ravel Decroix , La Tourtelle , Piscine Alain Bernard , La Penne-sur-Huveaune , La Barasse , Saint-Marcel , Les Caillols , La Grognarde , La Fourragère - Villes desservies : Aubagne, La Penne-sur-Huveaune, Marseille - Arrêts desservis : Martin Luther King, Ravel Decroix, La Tourtelle, Eiffel, La Pérussonne, Les Creissauds, Bd Madame, St Mitre le Vieux, La Bourgade, La Poste, La Penne, Le Mouton, La Solitude, La Millière, Montgrand, HLM La Barasse, La Barasse, Léon Bancal St Menet, St Menet, La Sablière La Montre, La Valentine centres commerciaux, Village Estellan, Petit St Marcel, Cartonnerie, La Rouguière, HLM La Rouguière, Clairval Les Comtes, Booth Lecache, Les Caillols, Désert Faïenciers, La Fourragère Désert, Le Vendôme, Les Borromées                                                     | | | | | | | | |
| 240   | Autre : - Amplitudes horaires : la ligne 240 fonctionne du lundi au samedi de 5 h 30 à 21 h 17 et le dimanche de 6 h 40 à 20 h 36 environ. - Particularités : - Du lundi au samedi, le départ et le terminus aubagnais de la ligne s’effectuent à l’arrêt Eiffel avec une correspondance avec le tramway à la station Piscine Alain Bernard, excepté le premier service qui fait départ au Pôle d’échanges, les deux derniers qui y font terminus ainsi que tous ceux du dimanche. - L’arrêt La Valentine centres commerciaux n’est pas desservi le mercredi de 16 h à 19 h. - Date de dernière mise à jour : 11 février 2024. | | | | | | | | |
| 240   | Dernière actualisation : — | | | | | | | | |

### Autobus
Les lignes d'autobus de La Métropole Mobilité sont gérées par différents réseaux :
- les autobus de Marseille, exploités par la RTM,
- Lebus La Ciotat à La Ciotat, Cassis et alentours,
- les lignes Transmétropole, dans les communes périphériques de Marseille-Provence,
- Aix en bus à Aix-en-Provence et Pays d'Aix mobilité entre les différentes communes du pays d'Aix,
- les autobus des Lignes de l'Agglo dans le pays d'Aubagne,
- Ulysse dans Istres-Ouest-Provence et le pays de Martigues ;
- Salon Etang Côte Bleue dans le pays salonais, à l'est de l'étang de Berre et sur la côte bleue.

La Métropole Mobilité compte ainsi six lignes « lebus+ » :
| Ligne                                                         | Caractéristiques | Caractéristiques      | Caractéristiques      | Caractéristiques      | Caractéristiques      | Caractéristiques                              | Caractéristiques                         | Caractéristiques      | Caractéristiques          |
| A                                                             | L'Aixpress | L'Aixpress            | L'Aixpress            | L'Aixpress            | L'Aixpress            | L'Aixpress                                    | L'Aixpress                               | L'Aixpress            | L'Aixpress                |
| A                                                             | Krypton ⥋ Saint-Mitre | Krypton ⥋ Saint-Mitre | Krypton ⥋ Saint-Mitre | Krypton ⥋ Saint-Mitre | Krypton ⥋ Saint-Mitre | Krypton ⥋ Saint-Mitre                         | Krypton ⥋ Saint-Mitre                    | Krypton ⥋ Saint-Mitre | Krypton ⥋ Saint-Mitre     |
| ------------------------------------------------------------- | --- | --------------------- | --------------------- | --------------------- | --------------------- | --------------------------------------------- | ---------------------------------------- | --------------------- | ------------------------- |
| A                                                             | Ouverture / Fermeture 2 septembre 2019 / — | Longueur 7 km         | Durée 30 min          | Nb. d’arrêts 19       | Matériel ie tram      | Jours de fonctionnement L, Ma, Me, J, V, S, D | Jour / Soir / Nuit / Fêtes O / O / O / O | Voy. / an —           | Dépôt Pont de l'Arc (RTM) |
| A                                                             | Desserte : - Ville desservie : Aix-en-Provence - Arrêts desservis : Fenouillères, Schuman, Facultés, Gare SNCF, Victor Hugo, Rotonde, Gare routière Belges, Gare routière, Encagnane mairie annexe, Europe, Saint-John Perse, Vasarely, Coq d’Argent, Deffens, Thermidor, Lieutenant Colonel Jeanpierre, Centre commercial Bouffan |                       |                       |                       |                       |                                               |                                          |                       |                           |
| A                                                             | Autre : - Amplitudes horaires : La ligne fonctionne tous les jours de 5 h 30 à minuit (jusqu’à 1 h le vendredi et samedi). Fréquence de 6 à 8 minutes de 7 h à 19 h. |                       |                       |                       |                       |                                               |                                          |                       |                           |
| A                                                             | Dernière actualisation : — |                       |                       |                       |                       |                                               |                                          |                       |                           |
| pictogramme B1 · Accessible aux personnes à mobilité réduite  | lebus+ B1 | lebus+ B1             | lebus+ B1             | lebus+ B1             | lebus+ B1             | lebus+ B1                                     | lebus+ B1                                | lebus+ B1             | lebus+ B1                 |
| pictogramme B1 · Accessible aux personnes à mobilité réduite  | Castellane ⥋ Luminy P.N. des Calanques / Campus de Luminy |                       |                       |                       |                       |                                               |                                          |                       |                           |
| pictogramme B1 · Accessible aux personnes à mobilité réduite  | Ouverture / Fermeture 3 septembre 2018 / — | Longueur 9,7 km       | Durée 30 min          | Nb. d’arrêts 27       | Matériel Citaro G C2  | Jours de fonctionnement L, Ma, Me, J, V, S, D | Jour / Soir / Nuit / Fêtes O / O / N / O | Voy. / an —           | Dépôt Capelette           |
| pictogramme B1 · Accessible aux personnes à mobilité réduite  | Desserte : - Arrondissements desservis : 6e, 8e et 9e - Stations et gares desservies : Castellane , Périer , Rond-point du Prado - Points d’intérêts desservis : Basilique du Sacré-Cœur de Marseille, Parc Chanot, Stade Vélodrome, Consulat de Roumanie, Cité radieuse de Marseille, Jardin de la Magalone, Centre commercial Valmante, Campus de Luminy, École supérieure d'ingénieurs de Luminy, Centre d'immunologie de Marseille-Luminy - Arrêts desservis dans les deux sens : Prado Dupré, Prado Périer, Prado Borde, Prado Louvain, Prado Rodocanachi, Métro Rond-point du Prado, Michelet Huveaune, Michelet Ramon, Michelet Bousquet, Le Corbusier, Michelet Luce, Michelet Taine, Michelet Bonnaude, Obélisque, Ste Trinité, Résidence le Montmorency, Tomasi, Centre commercial Valmante, Résidence Valmont Redon, Le Redon, Lachamp le Clos des Iris, Luminy Lachamp, HLM Luminy, Luminy complexe sportif, Luminy Kedge Business School, Luminy Parc national des Calanques, Luminy Faculté |                       |                       |                       |                       |                                               |                                          |                       |                           |
| pictogramme B1 · Accessible aux personnes à mobilité réduite  | Autre : - Amplitudes horaires : La ligne B1 fonctionne du lundi au samedi de 4 h 15 à 1 h et le dimanche de 5 h 41 à 0 h 45 environ. - Particularités : - Les arrêts Luminy Faculté et Campus de Luminy ne sont desservis que de 6h à 21h du lundi au vendredi. Le reste du temps le terminus est Luminy PN des Calanques jusqu’à la fin du service. - L’itinéraire est en site propre en grande partie. - Histoire : Cette ligne remplace la ligne 21 sur la totalité de son itinéraire, avec un prolongement vers le Campus de Luminy. Depuis le 1er juin 2024, elle remplace la ligne de soirée 521. - Date de dernière mise à jour : 8 janvier 2023. |                       |                       |                       |                       |                                               |                                          |                       |                           |
| pictogramme B1 · Accessible aux personnes à mobilité réduite  | Dernière actualisation : — |                       |                       |                       |                       |                                               |                                          |                       |                           |
| pictogramme B2 · Accessible aux personnes à mobilité réduite  | lebus+ B2 | lebus+ B2             | lebus+ B2             | lebus+ B2             | lebus+ B2             | lebus+ B2                                     | lebus+ B2                                | lebus+ B2             | lebus+ B2                 |
| pictogramme B2 · Accessible aux personnes à mobilité réduite  | Métro Gèze ⥋ Hôpital Nord / Vallon des Tuves |                       |                       |                       |                       |                                               |                                          |                       |                           |
| pictogramme B2 · Accessible aux personnes à mobilité réduite  | Ouverture / Fermeture 1er septembre 2014 / — | Longueur 10 km        | Durée 39 min          | Nb. d’arrêts 31       | Matériel Citaro G C2  | Jours de fonctionnement L, Ma, Me, J, V, S, D | Jour / Soir / Nuit / Fêtes O / O / N / O | Voy. / an —           | Dépôt Arenc               |
| pictogramme B2 · Accessible aux personnes à mobilité réduite  | Desserte : - Arrondissements desservis : 15e - Stations et gares desservies : Gèze , St Antoine - Points d’intérêts desservis : Marché aux puces, Mairie du 15e/16e, Raffinerie Saint Louis Sucre, Faculté de médecine de Marseille Nord, Hôpital Nord - Arrêts desservis : Lyon Oddo, Billoux Mairie 15-16, Lyon Raffineries, Lyon Commanderie, St Louis La Poste, Parc St Louis, St Louis Susini, St Louis, St Louis Camau, Résidence St Louis, Cité La Viste, La Viste Hanoï, La Viste, La Viste Scierie, Collège Jean Moulin, Gare de St Antoine, St Antoine Village, St Antoine Collet, St Antoine Mairie, Les Fabrettes, Notre-Dame-Limite, Vallon d'Ol Bourrély, Parc Kalliste, Bourrély Granière, Hôpital Nord Urgences, Faculté de Médecine, Hôpital Nord, La Martine, Collège Vallon des Pins, Val Pins |                       |                       |                       |                       |                                               |                                          |                       |                           |
| pictogramme B2 · Accessible aux personnes à mobilité réduite  | Autre : - Amplitudes horaires : La ligne B2 fonctionne 7 jours sur 7 de 4 h à 1 h environ. Du lundi au vendredi, le premier départ du Vallon des Tuves se fait à 4 h 20 et le dernier à 22 h. Par la suite, elle fait terminus à l’Hôpital Nord de 22 h à la fin du service. - Particularités : Cette ligne BHNS ne possède que 15 % du trajet en site propre. - Histoire : Cette ligne remplace la ligne 26 sur la totalité de son itinéraire, ainsi que la ligne 526 depuis le 1er juin 2024. Depuis le 16 décembre 2019, la ligne est rabattue à Gèze. - Date de dernière mise à jour : 31 mai 2024. |                       |                       |                       |                       |                                               |                                          |                       |                           |
| pictogramme B2 · Accessible aux personnes à mobilité réduite  | Dernière actualisation : — |                       |                       |                       |                       |                                               |                                          |                       |                           |
| pictogramme B3 · Accessible aux personnes à mobilité réduite  | lebus+ B3 | lebus+ B3             | lebus+ B3             | lebus+ B3             | lebus+ B3             | lebus+ B3                                     | lebus+ B3                                | lebus+ B3             | lebus+ B3                 |
| pictogramme B3 · Accessible aux personnes à mobilité réduite  | Saint-Jérôme Parking relais ⥋ Métro Malpassé |                       |                       |                       |                       |                                               |                                          |                       |                           |
| pictogramme B3 · Accessible aux personnes à mobilité réduite  | Ouverture / Fermeture 1er septembre 2014 / — | Longueur 2,9 km       | Durée 7 min           | Nb. d’arrêts 10       | Matériel Citaro G C2  | Jours de fonctionnement L, Ma, Me, J, V, S, D | Jour / Soir / Nuit / Fêtes O / N / N / O | Voy. / an —           | Dépôt La Rose             |
| pictogramme B3 · Accessible aux personnes à mobilité réduite  | Desserte : - Arrondissements desservis : 13e et 14e. - Stations et gares desservies : Malpassé - Points d’intérêts desservis : Hôpital Laveran, Faculté des sciences de St Jérôme, IUT St Jérôme - Arrêts desservis : St Jérôme IUT, St Jérôme Faculté, Les Lilas, Les Oliviers, Stade de Malpassé, Hôpital Laveran, Laveran Diderot, Malpassé |                       |                       |                       |                       |                                               |                                          |                       |                           |
| pictogramme B3 · Accessible aux personnes à mobilité réduite  | Autre : - Amplitudes horaires : La ligne B3A fonctionne du lundi au dimanche de 5 h à 20 h 50 environ. - Particularités : Ligne temporaire, tout comme B3B, en attendant la mise en service de B3. Priorité aux carrefours (les bus déclenchent les feux verts). - Date de dernière mise à jour : 31 août 2014. |                       |                       |                       |                       |                                               |                                          |                       |                           |
| pictogramme B3 · Accessible aux personnes à mobilité réduite  | Dernière actualisation : — |                       |                       |                       |                       |                                               |                                          |                       |                           |
| pictogramme B3B · Accessible aux personnes à mobilité réduite | lebus+ B3 | lebus+ B3             | lebus+ B3             | lebus+ B3             | lebus+ B3             | lebus+ B3                                     | lebus+ B3                                | lebus+ B3             | lebus+ B3                 |
| pictogramme B3B · Accessible aux personnes à mobilité réduite | Technopôle de Château-Gombert ⥋ Métro La Rose |                       |                       |                       |                       |                                               |                                          |                       |                           |
| pictogramme B3B · Accessible aux personnes à mobilité réduite | Ouverture / Fermeture 1er septembre 2014 / — | Longueur 1,9 km       | Durée 6 min           | Nb. d’arrêts 5        | Matériel Citaro G C2  | Jours de fonctionnement L, Ma, Me, J, V, S, D | Jour / Soir / Nuit / Fêtes O / N / N / O | Voy. / an —           | Dépôt La Rose             |
| pictogramme B3B · Accessible aux personnes à mobilité réduite | Desserte : - Arrondissements desservis : 13e - Stations et gares desservies : La Rose - Points d’intérêts desservis : Technopôle de Château Gombert : École centrale de Marseille, Polytech Marseille, École de conception et de maintenance logiciel… - Arrêts desservis : Technopôle Polytech Marseille, Technopôle Centrale Marseille, Les Vieux Cyprès |                       |                       |                       |                       |                                               |                                          |                       |                           |
| pictogramme B3B · Accessible aux personnes à mobilité réduite | Autre : - Amplitudes horaires : La ligne B3B fonctionne du lundi au dimanche de 5 h à 20 h 50 environ. - Particularités : Ligne temporaire, tout comme B3A, en attendant la mise en service de B3. Priorité aux carrefours (les bus déclenchent les feux verts). - Date de dernière mise à jour : 31 août 2014. |                       |                       |                       |                       |                                               |                                          |                       |                           |
| pictogramme B3B · Accessible aux personnes à mobilité réduite | Dernière actualisation : — |                       |                       |                       |                       |                                               |                                          |                       |                           |
| ZENIBUS                                                       | lebus+ ZENIBUS | lebus+ ZENIBUS        | lebus+ ZENIBUS        | lebus+ ZENIBUS        | lebus+ ZENIBUS        | lebus+ ZENIBUS                                | lebus+ ZENIBUS                           | lebus+ ZENIBUS        | lebus+ ZENIBUS            |
| ZENIBUS                                                       | Marignane – Brassens/Genevoix ⥋ Les Pennes-Mirabeau – Square De Gaulle / Plan de Campagne (dimanche) |                       |                       |                       |                       |                                               |                                          |                       |                           |
| ZENIBUS                                                       | Ouverture / Fermeture 29 août 2016 / — | Longueur 18 km        | Durée 47 min          | Nb. d’arrêts 33       | Matériel Crealis      | Jours de fonctionnement L, Ma, Me, J, V, S    | Jour / Soir / Nuit / Fêtes O / O / N / O | Voy. / an —           | Dépôt Transdev            |
| ZENIBUS                                                       | Desserte : - Villes desservis : Marignane, Saint-Victoret, Vitrolles, Les Pennes-Mirabeau - Arrêts desservis : Brassens Genevoix, Sorbière, Bolmon, Barrelet Libération, Lycée Blériot, Parc Camoin, Ch. du Couvent, Av. de l'Europe, Coll. J. Prévert, Ctre Cial St-Victoret, Hôtel de Ville, Londres-Bruxelles, Athènes-Stockholm, Athènes Rome, Victor Gelu, Pierre Plantée, Médiathèque, Les Pins Cinéma, Bd. D. Padovani, Grand Vitrolles, Bastide Blanche, Le Griffon Clinique, Lycée J. Monnet, Collège C. Claudel, La Frescoule, Mairie Quartiers Sud, Le Repos, Fontblanche, Clos de la Cadière, Parc relais Pallières, La Renadière, Tunnel RD 113, Square de Gaulle |                       |                       |                       |                       |                                               |                                          |                       |                           |
| ZENIBUS                                                       | Autre : - Particularités : BHNS toutes les 7 minutes en heures de pointe et toutes les 15 minutes en heures creuses. - Date de dernière mise à jour : 18 juillet 2021. |                       |                       |                       |                       |                                               |                                          |                       |                           |
| ZENIBUS                                                       | Dernière actualisation : — |                       |                       |                       |                       |                                               |                                          |                       |                           |

### Navette maritime
Cinq lignes de navettes maritimes sont exploitées au sein de La Métropole Mobilité : quatre à Marseille (Bateaux-bus) par la RTM et une à Martigues par Ulysse :
| Ligne                                       | Caractéristiques | Caractéristiques             | Caractéristiques             | Caractéristiques             | Caractéristiques             | Caractéristiques                              | Caractéristiques                         | Caractéristiques             | Caractéristiques             |
| NAV1                                        | Marseille | Marseille                    | Marseille                    | Marseille                    | Marseille                    | Marseille                                     | Marseille                                | Marseille                    | Marseille                    |
| NAV1                                        | Vieux-Port ⥋ La Pointe Rouge | Vieux-Port ⥋ La Pointe Rouge | Vieux-Port ⥋ La Pointe Rouge | Vieux-Port ⥋ La Pointe Rouge | Vieux-Port ⥋ La Pointe Rouge | Vieux-Port ⥋ La Pointe Rouge                  | Vieux-Port ⥋ La Pointe Rouge             | Vieux-Port ⥋ La Pointe Rouge | Vieux-Port ⥋ La Pointe Rouge |
| ------------------------------------------- | --- | ---------------------------- | ---------------------------- | ---------------------------- | ---------------------------- | --------------------------------------------- | ---------------------------------------- | ---------------------------- | ---------------------------- |
| NAV1                                        | Ouverture / Fermeture 25 avril / 27 septembre | Longueur —                   | Durée 30-40 min              | Nb. d’arrêts 2               | Matériel —                   | Jours de fonctionnement L, Ma, Me, J, V, S, D | Jour / Soir / Nuit / Fêtes O / O / N / O | Voy. / an —                  | Dépôt —                      |
| NAV1                                        | Desserte : Vieux-Port N1 N2 La Pointe-Rouge |                              |                              |                              |                              |                                               |                                          |                              |                              |
| NAV1                                        | Autre : Départs - du Vieux-Port toutes les heures de 8 h à 19 h, - de la Pointe-Rouge, toutes les heures de 7 h à 19 h, - en été trois départs supplémentaires de chaque port : 20 h, 21 h et 22 h.                                   |                              |                              |                              |                              |                                               |                                          |                              |                              |
| NAV1                                        | Dernière actualisation : — |                              |                              |                              |                              |                                               |                                          |                              |                              |
| NAV2                                        | Vieux-Port ⥋ L'Estaque | Vieux-Port ⥋ L'Estaque       | Vieux-Port ⥋ L'Estaque       | Vieux-Port ⥋ L'Estaque       | Vieux-Port ⥋ L'Estaque       | Vieux-Port ⥋ L'Estaque                        | Vieux-Port ⥋ L'Estaque                   | Vieux-Port ⥋ L'Estaque       | Vieux-Port ⥋ L'Estaque       |
| NAV2                                        | Ouverture / Fermeture 25 avril / 27 septembre | Longueur —                   | Durée 30-40 min              | Nb. d’arrêts 2               | Matériel —                   | Jours de fonctionnement L, Ma, Me, J, V, S, D | Jour / Soir / Nuit / Fêtes O / O / N / O | Voy. / an —                  | Dépôt —                      |
| NAV2                                        | Desserte : Vieux-Port N1 N2 L'Estaque |                              |                              |                              |                              |                                               |                                          |                              |                              |
| NAV2                                        | Autre : Départs - un départ du Vieux-Port toutes les heures de 8 h 30 à 19 h 30, - un départ de l'Estaque toutes les heures de 7 h 30 à 19 h 30, - en été trois départs supplémentaires de chaque port : 20 h 30, 21 h 30 et 22 h 30. |                              |                              |                              |                              |                                               |                                          |                              |                              |
| NAV2                                        | Dernière actualisation : — |                              |                              |                              |                              |                                               |                                          |                              |                              |
| NAV3                                        | La Pointe-Rouge ⥋ Les Goudes | La Pointe-Rouge ⥋ Les Goudes | La Pointe-Rouge ⥋ Les Goudes | La Pointe-Rouge ⥋ Les Goudes | La Pointe-Rouge ⥋ Les Goudes | La Pointe-Rouge ⥋ Les Goudes                  | La Pointe-Rouge ⥋ Les Goudes             | La Pointe-Rouge ⥋ Les Goudes | La Pointe-Rouge ⥋ Les Goudes |
| NAV3                                        | Ouverture / Fermeture 27 juin / 27 septembre | Longueur —                   | Durée —                      | Nb. d’arrêts 2               | Matériel —                   | Jours de fonctionnement L, Ma, Me, J, V, S, D | Jour / Soir / Nuit / Fêtes O / O / N / O | Voy. / an —                  | Dépôt —                      |
| NAV3                                        | Desserte : La Pointe-Rouge Les Goudes |                              |                              |                              |                              |                                               |                                          |                              |                              |
| NAV3                                        | Autre : Départs - 9 départs par jour de la Pointe-Rouge (de 9 h 15 à 19 h 35) - 9 départs par jour des Goudes (de 9 h 45 à 20 h 30)                                                                                                   |                              |                              |                              |                              |                                               |                                          |                              |                              |
| NAV3                                        | Dernière actualisation : — |                              |                              |                              |                              |                                               |                                          |                              |                              |
| Accessible aux personnes à mobilité réduite | Ferry boat | Ferry boat                   | Ferry boat                   | Ferry boat                   | Ferry boat                   | Ferry boat                                    | Ferry boat                               | Ferry boat                   | Ferry boat                   |
| Accessible aux personnes à mobilité réduite | Place aux Huiles ⥋ Hôtel de Ville |                              |                              |                              |                              |                                               |                                          |                              |                              |
| Accessible aux personnes à mobilité réduite | Ouverture / Fermeture 3 juin 1880 / — | Longueur 0,3 km              | Durée 4 min                  | Nb. d’arrêts 2               | Matériel —                   | Jours de fonctionnement L, Ma, Me, J, V, S, D | Jour / Soir / Nuit / Fêtes O / O / N / O | Voy. / an —                  | Dépôt —                      |
| Accessible aux personnes à mobilité réduite | Desserte : Place aux Huiles, Mairie |                              |                              |                              |                              |                                               |                                          |                              |                              |
| Accessible aux personnes à mobilité réduite | Autre : |                              |                              |                              |                              |                                               |                                          |                              |                              |
| Accessible aux personnes à mobilité réduite | Dernière actualisation : — |                              |                              |                              |                              |                                               |                                          |                              |                              |
| Accessible aux personnes à mobilité réduite | Martigues | Martigues                    | Martigues                    | Martigues                    | Martigues                    | Martigues                                     | Martigues                                | Martigues                    | Martigues                    |
| Accessible aux personnes à mobilité réduite | Hôtel de Ville ⥋ Quai du général Leclerc |                              |                              |                              |                              |                                               |                                          |                              |                              |
| Accessible aux personnes à mobilité réduite | Ouverture / Fermeture — / — | Longueur —                   | Durée —                      | Nb. d’arrêts 4               | Matériel —                   | Jours de fonctionnement L, Ma, Me, J, V, S, D | Jour / Soir / Nuit / Fêtes O / O / N / O | Voy. / an —                  | Dépôt —                      |
| Accessible aux personnes à mobilité réduite | Desserte : Hôtel de Ville à Ferrières, Médiathèque, Rond-point Lucien-Degut, Quai du général Leclerc. |                              |                              |                              |                              |                                               |                                          |                              |                              |
| Accessible aux personnes à mobilité réduite | Autre : |                              |                              |                              |                              |                                               |                                          |                              |                              |
| Accessible aux personnes à mobilité réduite | Dernière actualisation : — |                              |                              |                              |                              |                                               |                                          |                              |                              |

### Vélopartage
Le vélo de Marseille est le seul service de vélopartage de La Métropole Mobilité.